# アラン・ムーア
アラン・ムーア（英: Alan Moore、1953年11月18日 - ）は、主にコミック原作で知られるイングランド人作家。子供向けのメディアと見なされていた1980年代の米国コミックに文学性を持ち込み、文化的な地位を向上させたことで知られる。代表作『ウォッチメン』はスーパーヒーロー・ジャンルの再解釈と洗練された語りによって後世に多大な影響を与えた。

## 概要
1970年代後半に英国のアンダーグラウンド出版物でカウンターカルチャー色の強いコミックを描き始めた。原作者に転向して 2000 AD や Warrior などのSFコミック誌に寄稿するようになると、スーパーヒーロー・コミックを現代的に再定義する『マーベルマン』（1982年）や政治スリラー『Vフォー・ヴェンデッタ』（1982年）で名を上げた。1983年に米国の大手出版社DCコミックスに起用され、『ザ・サガ・オブ・スワンプシング』誌を皮切りにスーパーマンのようなメジャーなキャラクターを手掛けてスター作家となり、米国コミックが英国的な感覚を取り入れて発展する流れを作り出した。コミック史に残る成功を収めたオリジナル作品『ウォッチメン』（1986年）や『バットマン: キリングジョーク』（1988年）はヒーローの内面描写や社会的な観点を導入してジャンル全体の行方に影響を与えた。
1980年代末からは『ウォッチメン』の著作権を獲得できなかったことなどが理由でDC社を離脱し、スーパーヒーロー・ジャンルを中心とするメインストリーム・コミック界にも背を向けて、自己出版や小出版社での活動を中心にし始めた。歴史と社会の総体を描いた『フロム・ヘル』（1989年）や、児童文学とポルノグラフィを組み合わせた Lost Girls（1991年）はアート志向の野心作だった。その後、新興のスーパーヒーロー系出版社イメージ・コミックスを経てアメリカズ・ベスト・コミックスという出版レーベルを立ち上げ、ヴィクトリア朝文学から登場人物を借りた『リーグ・オブ・エクストラオーディナリー・ジェントルメン』（1999年）や、神秘学による精神の解放を描いた『プロメテア』（1999年）、クトゥルフ神話を再解釈した『プロビデンス』（2015年）など、創作や集合的想像力をテーマとする作品を残した。キャリア後半にはコミック業界やファンダムに対して批判的な姿勢を強めていき、2019年にコミック原作を引退した。小説家としては2016年の長編 Jerusalem など新作の発表を続けている。
ムーアはポップカルチャーで引用されることが多く、文芸家や映像作家への影響も大きいことで知られている。奇人としても有名である。神秘主義者、儀式魔術師、アナキストでもあり、作品の多くでこれらのテーマを扱っている。神秘学関連の前衛的なスポークン・ワード公演を行うこともある。自作のハリウッド映画化には否定的だが、その意思に反して『フロム・ヘル』（2001年）、『リーグ・オブ・レジェンド』（2003年）、『Vフォー・ヴェンデッタ』（2005年）、『ウォッチメン』（2009年）などが公開されるに至っている。

## 来歴

### 生い立ち: 1953年－1978年

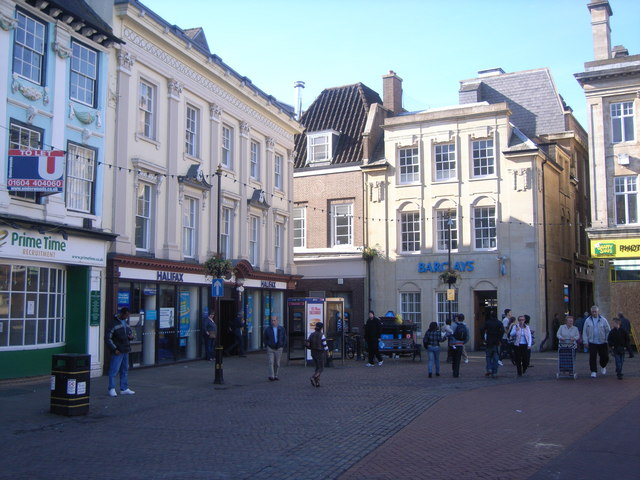
ムーアはノーサンプトン（写真）の貧しい地区で生まれ育ち、高校をドロップアウトした。

1953年11月18日、イングランドのノーサンプトンに生まれる。共に暮らす家族は醸造所に勤める父アーネストと印刷労働者の母シルヴィア、弟、そして迷信深いが威厳あるヴィクトリア朝風の女家長こと母方の祖母だった。労働者階級の一家は17世紀以前から代々当地に住んでいた。フレスコ画を生業にしていた父方の曾祖父は放蕩家で、パブでカリカチュアを描いて支払いの代わりにしていたという。しかしムーアの両親の代には芸術や文学とは無縁だった。
ムーアの生家は屋外便所の古い建物だったが、電気が通っているだけ恵まれている方だった。ノーサンプトンの「バロウズ」地区は英国でも有数の貧困地域で、識字率が低く公共サービスも乏しかったが、ムーアはその住民とコミュニティに愛着を持った。幼いムーアは金銭的な豊かさより優先すべきものがあると教えられた。コミックス・スタディーズ研究者ジャクソン・エアーズは、ムーアは労働者階級の育ちを通じて共同体主義、個人の対等、自主自律の感覚をバランスよく身に着けたと書いている。
5歳で読むことを覚え、地元の図書館に通った。高度な教育を受けなかった両親も息子には読書を勧めた。ムーアはSF、魔術、ファンタジー、神話や伝説のように現実から離れたジャンルを好んでいた。初等学校に入学するころコミックを読み始めた。The Topper や The Beezer のような英国の週刊コミック誌を手始めに、やがて貨物船の底荷として米国から流れてくる『フラッシュ』『ディテクティヴ・コミックス』『ファンタスティック・フォー』などを漁るようになった。労働者階級の現実に即した英国コミック誌に比べて、米国のヒーローコミックに描かれる大都市は未来世界のように見えた。数年のうちにヒーローの活躍よりも作品の仕掛けや作者の意図に興味を持ち始め、自身でもコミックを描き始めると友人に回覧して小銭を集めては子供支援団体に募金した。
初等学校時代、学力と体格に優れたムーアは自己肯定感にあふれちょっとした神様気取りだった。中等教育に進むにあたってイレブンプラス試験に合格し、大学進学者向けの上位校（グラマースクール）への入学資格を得た。そこで初めて教育の高い中流階級と出会い、自分が首席の優等生から最底辺に転落したことを知って衝撃を受けた。やがて学校を嫌うようになり、勉強にも興味を持てず、公教育には子供に時間順守、服従、退屈への順応を教え込む隠されたカリキュラムがあると考えるようになった。
1960年代後半から黎明期のコミックファンジンで詩やエッセイ、イラストレーションを発表し始め、ファン活動を通じて後の共作者の多くと知り合った。その中でもスティーヴ・ムーア（血縁なし）からは、後のコミック界入りや魔術への入門で大いに影響を受けることになる。当時の英国ファンダムはヒッピー文化色が強く、ムーアの人格形成には1960年代のカウンターカルチャーが深く根差された。ムーアは学校でも詩の同人誌 Embryo（→胚、萌芽）を出したが、「マザーファッカー」という言葉を載せたことが元で校長から発禁にされた。
LSDは素晴らしい経験だった。人に勧めるつもりはないが、私には … 現実が確定したものではないという考えを叩きこんでくれた。いつも見ている現実は一つの確かな現実だが、それがすべてではない。ほかのものが同じくらい確かな意味を持つような別の視点が存在する。そう知ることで私は根底から変わった。—アラン・ムーア（2003年）
1971年、ティモシー・リアリーの思想に影響を受けて校内で幻覚剤LSDを売買したことでグラマースクールを放校された。校長は近隣の学校に通達を出し、ムーアが在校生の風紀に悪影響を与えるから入学させないように伝えたという。型にはまらない息子の個性を認めていた両親もこれには落胆した。ムーアは両親が亡くなる1990年代までドロップアウトした理由を公には語らなかった。
それから数年はトイレ清掃や皮革工場の仕事をしながら実家で暮らした。学校の友人とは縁が切れ、社会への怒りを抱えていた。このころは Embryo を通じて加入したノーサンプトン・アーツ・ラボの活動が数少ない他人との交流の機会だった。アーツ・ラボは実験的・反体制的な芸術運動で、ジャンルの異なる芸術家の協同を趣旨の一つとしていた。ノーサンプトンのグループはせいぜい数十人の無名の集まりにすぎなかったが、ムーアはそこで作詞や劇作、演技に目を開かれた。特に詩の朗読には自身でも才能を感じた。これらの経験は後の執筆や公演活動の基礎となった。
1970年代にもヒーローコミックは読み続けていたが、瑣末な設定にこだわるコミックファン一般とは距離を置くようになった。当時の作品の中ではジャック・カービーの「フォースワールド」やフランク・ミラー期の『デアデビル』に引きつけられた。それ以上に熱中したのはユーモア誌『MAD』や、アート・スピーゲルマンとビル・グリフィスによる前衛的な Arcade: The Comics Revue 誌だった。後のエッセイでは同誌をアンダーグラウンド・コミックスというそもそもの思想のほとんど完璧な到達点と呼んでいる。
1973年ごろに芸術関係の集まりを通じて出会ったフィリス・ディクソンと結婚してアパートに移り、ガス委員会の下請け会社で事務仕事をした。しかし仕事に満足できず、芸術的な活動で生計を立てたいと考えた。1974年から翌年にかけてローカル紙 Anon にアマチュアとしてコミックストリップ Anon E. Mouse（→アノニーマウス）を描いたが、掲載紙の穏健な政治志向に合わず5回で終わった。1977年の秋にフィリスが妊娠すると、赤ん坊の顔を見てしまえば決心が鈍ると考えてすぐに勤めを辞め、週42.50ポンドの失業給付に頼りながらコミック作家を目指して本格的に活動を始めた。

### 漫画家としての活動初期: 1978年－1983年
1978年2月、アーツ・ラボの人脈を通じてオックスフォードのアングラ隔週刊紙 Back Street Bugle に St. Pancras Panda（→パンダのセント・パンクラス）を無償で寄稿し、翌年3月まで描き続けた。『MAD』誌に影響を受けた1回10–15コマのギャグ漫画だった。初めて対価を得たのは、1978年10月に音楽週刊誌『NME』に掲載されたエルヴィス・コステロのイラストレーションだった。翌年、ヒッピー文化の影響が強い音楽雑誌 Dark Star に友人の原作者スティーヴ・ムーアと組んだ連作を寄稿した。失業給付を受給しながら収入を得ていることを明るみに出したくなかったため、作曲家クルト・ヴァイルをもじった Curt Vile（→「不愛想で下品な」）という筆名を使っていた。
Dark Star とほぼ同時に発行数25万部の音楽週刊誌 Sounds でチャンドラーを気取った口調の探偵が「ロックンロールの死」を調査するスピーゲルマン風の作品 Roscoe Moscow（1979年–1980年）が連載された。同誌では Curt Vile として音楽評やインタビュー記事の執筆も行った。Roscoe Moscow が終わるとSFパロディ The Stars My Degradation（→わが落ち行くは星の群）（1980年–1983年）が後を引き継いだ。基本的にムーアが一人で描いていたが、連載の終盤は多忙になったためスティーヴ・ムーアに原作を任せた。この時期の作品は英国アンダーグラウンド・コミックの伝統に沿っており、労働者階級の卑俗な視点から権威や良識に対抗するというものだったが、Sounds 連載作には後の作品にも通じる自己言及性や凝ったコマ割りがすでに見て取れる。
1979年から地方紙 Northants Post でコミックストリップ Maxwell the Magic Cat（→魔法の猫マクスウェル）を描き始めた（筆名 Jill de Ray）。「子供向けに」という編集者の注文に応じたシンプルな絵柄の5コマ漫画だが、政治的テーマや、コマ漫画の構造をネタにした実験的なユーモアが紛れ込むことがあった。この作品はムーアにとって地元の気楽な仕事であり、原作者として大成した後の1986年まで連載を続けていた。
これらの活動を通して、自身の作画の才能に見切りをつけて原作に専念すべきだと考えるようになった。画力不足を点描で補っていたため原稿を量産できなかったことも大きかった。原作スクリプト（脚本）の書き方はスティーヴ・ムーアから教わった。執筆先としてシニカルなSFで人気があった 2000 AD 誌に狙いを定め、人気連載「ジャッジ・ドレッド」のスクリプトを書いて投稿した。同作はオリジナルの原作者ジョン・ワグナーが書いていた時期で、新人の原稿は求められていなかったが、副編集長アラン・グラントは投稿作に将来性を見て取った。ムーアはグラントに示唆されて投稿を続け、定期的に読み切りが掲載されるようになった。同誌の Future Shocks はひねりを利かせたSF短編が掲載される連載枠で、多くのコミック作家が修業時代に携わったことで名高く、ムーアも後にストーリーの組み立て方を学ぶにはこの上ない教育だったと回想している。

### 英国コミック界での活動、2000 ADとWarrior: 1980年–1986年
ムーアは1980年から1986年まで英国コミックの原作を書き続けた。それらはギャグからシリアスまで幅広かったが一貫した作家性を感じさせ、同時代の原作者の中ですぐに頭角を現した。英国でコミックブック文化が成熟していく時期であり、伝記作家ランス・パーキンは英国のコミックシーンはかつてないほど盤石になり、読者が歳を重ねても卒業していかないのは明らかだった。コミックはもはや小さい男の子だけのものではなく、ティーンも … 読むようになっていたと書いている。
マーベルUKでは1980年から翌年にかけて『ドクター・フー・ウィークリー』や『スターウォーズ・ウィークリー』に短編をいくつか書いた。それらのシリーズに関心がなかったため、内容は自己流だった。やがて『マーベル・スーパーヒーローズ』誌の連載「キャプテン・ブリテン」を任され（1982年）、前任者デイヴ・ソープが始めたストーリーを完結させた。

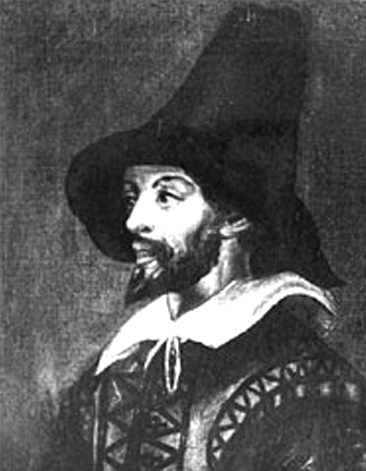
ガイ・フォークスは『Vフォー・ヴェンデッタ』の主人公「V」の外見的・思想的モデルとなった。

2000 AD とマーベルUKの編集に関わっていたデズ・スキンが1982年に創刊した月刊誌 Warrior は、原稿料が低い代わりに執筆者と作品の著作権を共有したり（他誌では著作権買い切りが一般的だった）、作家の書きたいものを書かせる方針を取っていた。ランス・パーキンによるとムーアが原作者として本領を発揮するようになったのは Warrior 誌からである。ムーアが創刊号で始めた二つの連載はテーマと形式の両面で革新的なものだった。『Vフォー・ヴェンデッタ』は近未来の英国に舞台を取ったディストピア・スリラーで、アナキストの主人公はガイ・フォークスの装束をまとい、テロによって政府を打倒しようとする。当時の英国首相マーガレット・サッチャーに対するムーアの失望を反映した作品で、ムーアの文学志向が現れた最初の作品でもあった。もう一つの連載『マーベルマン』は英国で1954年から1963年にかけて刊行されていた同題作品のリブートで、オリジナル版は米国の『キャプテン・マーベル』を焼き直しただけのヒーロー物だった。原作を依頼されたムーアはキッチュな子供向けのキャラクターを1982年の現実世界に置くことを決め、科学と進歩への牧歌的な信頼から生まれた主人公を核テロと直面させた。この作品に込められたリアリズム、ジャンル脱構築、詩的なナレーションといった手法は後世のスーパーヒーロー・ジャンルに巨大な影響を与えることになる。遅れて始まった3つ目の連載 The Bojeffries Saga（→ボージェフリー家のサガ）はイングランドの労働者階級として暮らす吸血鬼や狼男の一家が主人公のコメディで、ムーア自身の子供時代が投影されている。視覚的ギャグを連発する『MAD』の作風から離れて性格喜劇を狙った作品である。これら3作には共通してゴシックでダークな感覚や、ジャンルやメディアの越境といった要素が現れていた。
ムーアは1980年から1983年まで 2000 AD 誌の短編を仕事の主軸の一つにしていたが、同誌から連載を任されたのはかなり遅かった。最初の企画は映画『E.T.』を模倣しろというものだった。ムーアは反発心から実際の映画を見ることなく原作を書いたと語っている。出来上がった Skizz（1983年）は不時着した異星人が地球人の少女に助けられる物語だが、ポスト工業化時代の失業問題と社会的混乱が背景にされていた。続く D.R. & Quinch（→D.R.とクインチ）（1983年）は、米国のユーモア誌『ナショナル・ランプーン』の人気キャラクター「O.C.とスティッグス」にヒントを得た宇宙人の不良少年コンビを主人公にしたギャグ作品だった。The Ballad of Halo Jones（→ヘイロー・ジョーンズのバラッド）（1984年）は一般に 2000 AD 誌で連載した作品のベストとみられており、自身でももっとも上手くいった作品と述べている。同誌で主流だったバイオレンスSFの形式を反転させて、社会福祉が後退した未来世界に生きる特に勇敢でも賢くも強くもない失業者の女性を主人公にしていた。英国の社会状況を反映した物語は若者の共感を集めた。
ムーアは英国コミック界で成功を収めながら、クリエイターの権利が守られていないことに不満を募らせていた。1986年には 2000 AD が作品の著作権を保持していたことに対してほかのクリエイターと共に抗議し、寄稿を止めた。全9部の構想だった The Ballad of Halo Jones は第3部までで未完に終わった。ムーアは主義主張をはっきり口にする人物で、特に著作権の帰属や創作上の制約については強硬であったため、その後もキャリアを通じて数多くの出版社と絶縁することになる。

### 米国進出とDCコミックス: 1983年–1988年

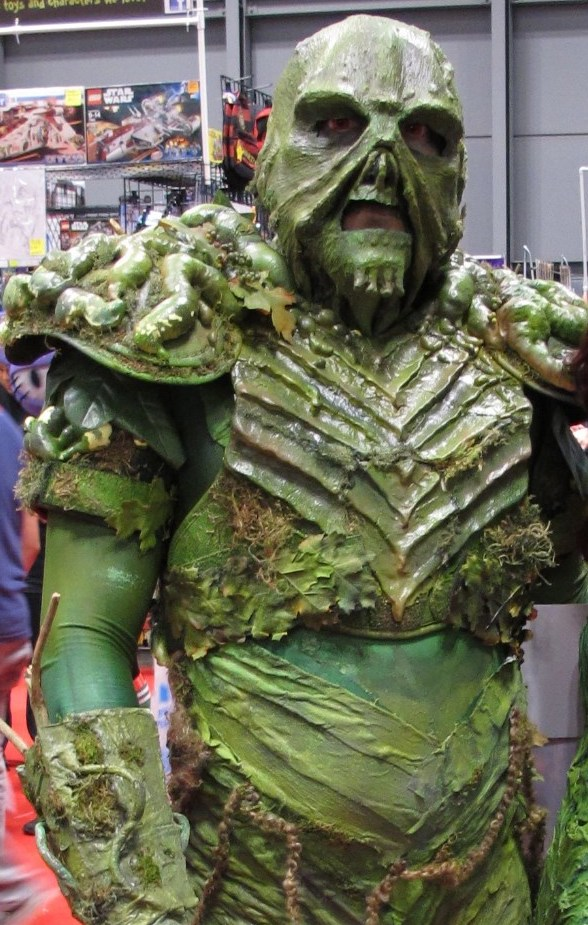
スワンプシング（2014年のコスプレ）。沼に落ちて怪物となった男の物語はムーアによって根底から覆された。

1983年、米国のメジャー出版社DCコミックスの編集者レン・ウィーンは 2000 AD 誌のムーア作品に注目し、『ザ・サガ・オブ・スワンプシング』の原作に起用した。原稿料は英国時代の4–5倍になった。これ以降ムーアは英国での仕事を整理しながら米国に軸足を移していく。
ムーアは作画家スティーヴン・R・ビセット、リック・ヴィーチ、ジョン・タトルベンらとともに、古臭く不人気なモンスター物だった『スワンプシング』の再創造を行った。植物の意識を描くなど表現様式の実験が行われたほか、環境問題のような社会的テーマや、性交・月経といったタブー破りの題材が取り入れられた。ムーアは同誌を第20号（1983年9月）から第64号（1987年6月）まで4年近く書き続け、月間発行部数を1万7千部から10万部以上に伸ばした。この成功を見たDC社は英国から積極的に新人原作者を起用するようになった（グラント・モリソンやニール・ゲイマンなど）。伝統的なスーパーヒーロー物が中心だった米国と異なり、英国のコミック文化はアンチヒーローやブラックコメディ、暴力性や反権威が持ち味だった。研究者グレッグ・カーペンターによると当時の米国コミックはファン出身の書き手がマニアックなストーリーを再生産する停滞期であり、新しい感覚の流入（ブリティッシュ・インヴェイジョン（→英国の侵攻）と呼ばれた）は影響が大きかった。これが米国で「文学的」コミックを生み出した流れの一つである。
この時点でのムーアは幼少期の思い出と結びついたDC作品と関われることに高揚していた。1985年の春からDC社のほかの二線級シリーズに携わり始め、『ヴィジランテ』誌には児童虐待を扱った前後編を書いた（第17–18号、1985年）。『グリーンランタン』シリーズでは、この時期にムーアが導入したアイディアが後の世代によって『シネストロ・コァ・ウォー』（2007年）や『ブラッケスト・ナイト』（2009年）のような大型ストーリーに発展させられることになる。やがて編集部からの評価が高まり、1985年の「他に何を望もう」でDC最大のスーパーヒーローの一人であるスーパーマンを書く機会を与えられた。続いて1986年に大ベテランの作画家カート・スワンと共作した「何がマン・オブ・トゥモローに起こったか?」は、『クライシス・オン・インフィニット・アース』でDCの作中世界が全面的にリニューアルされるにあたって、旧バージョンのスーパーマンのフィナーレとして企画された記念碑的作品だった。同作は時代遅れとなったスーパーヒーローへの懐古的な賛歌であり、心に残る名作として何度も再刊されることになる。評論誌『コミックス・ジャーナル』は当時ムーアを今もっとも売れているわけではないとしても、間違いなくもっとも尊敬されている原作者と呼んだ。
1986年に刊行開始され、翌年に単行本化された全12号のオリジナルシリーズ『ウォッチメン』はムーアの名声を不動のものとした。同作は優れたヒーローコミックであると同時に核戦争の前兆に包まれた冷戦時代のミステリであり、スーパーヒーローの存在を踏まえた歴史改変SFでもあった。この作品は一般にスーパーヒーローという概念に対するポストモダンな脱構築を行ったと見られており、コミック史研究者レス・ダニエルズはこのジャンルが基本的な前提としてきたものに疑問を投げかけたと書いている。構成や表現様式の洗練も際立っており、グレッグ・カーペンターによると当時のムーアが持つ技法の粋が集められている。『ウォッチメン』はコミックの域を超えて読書界やアカデミズムから大きな注目を浴びた。SFのヒューゴー賞を最初に受賞したコミック作品でもある。広くムーアの最高傑作とみられており、あらゆるコミックの中で最高の名作と呼ばれることもある。時代の近い『バットマン: ダークナイト・リターンズ』（フランク・ミラー）、『マウス』（アート・スピーゲルマン）と並んで、1980年代後半の米国コミックが大人向けの内容に移行する流れの一端でもあった。
ムーアは『ウォッチメン』によってポップアイコンになりかけ、1987年にはドキュメンタリー番組 Monsters, Maniacs and Moore の主役となった。しかしやがて個人崇拝を嫌ったムーアはファンとの関りを減らすようになり、コンベンションへの参加も止めた。
1988年、作画家ブライアン・ボランドの誘いを受けて『バットマン: キリングジョーク』を共作し、バットマンと宿敵ジョーカーをトラウマに憑りつかれた表裏一体の存在として描いた。フランク・ミラーの『ダークナイト・リターンズ』や『イヤーワン』と並んでバットマンのキャラクターを再定義した重要作品であり、ティム・バートンやクリストファー・ノーランによる映画版にも影響を与えている。しかしムーア自身の評価は低く、バットマンとジョーカーはこの世のどんな人間にも似ていない。だからこの本 [『キリングジョーク』] は人間について何も教えてくれない … DC社が所有する、現実世界とは何の関係もないキャラクターの話でしかないと述べている。ランス・パーキンは風刺や … 脱構築の強い衝動もなく、バイオレンスとペシミズムだけを扱った作品だと書いている。
これらのシニカルな作品は、同時代のコミック界からはジャンルに暗い現実を突きつけるリヴィジョニズムとして受け取られた。その影響は大きく、ヒーローコミック全体が「グリム・アンド・グリッティ（→暗く、ざらっとした）」と呼ばれる方向性に流れることになった。しかしそれらは多くが「バイオレンス、セックス、神経症」というムーアの表層的な部分だけを模倣したものだった。ムーアは『ウォッチメン』がきっかけとなってジャンルの可能性を広げる作品が出てくることを期待していたが、同工の亜流作ばかりで失望させられたと述べている。1986年には独立系出版社ファンタグラフィックスのチャリティ誌に書いた短編 In Pictopia によって、流行に乗るメジャー出版社を批判した。同年の後半には未来の荒廃したDCユニバースを舞台にした Twilight of the Superheroes（→スーパーヒーローの黄昏）という大型クロスオーバーシリーズの構想を立てたが、それが実現するより先にDC社と関係を絶つことになった。

#### DCとの決裂
DCコミックスで活動していた5年あまりの間に、ムーアは影響力の強い作品を次々に発表して名声を築き上げた。『ウォッチメン』の成功はムーアを生活の不安から解放し、生涯にわたる創作上の自由をもたらした。その一方でDCとの関係はいくつかの問題を巡って徐々に悪化していった。完結した自作のスピンオフを別の作家に書かせるような販売策はムーアの信条にそぐわなかった。1987年にDC社が映画のような年齢レイティング制とガイドラインを導入しようとすると、ムーアはフランク・ミラーらとともに反対の論陣を張った。レイティングは「子供向け」作品を毒にも薬にもならないものにし、「成人向け」作品をセックスと暴力頼りの低質なものにするというのがムーアの考えだった。クリエイターらの抗議は受け入れられず、それがDC離脱の直接的な理由となった。DCに移籍して刊行されていた『Vフォー・ヴェンデッタ』（1989年完結）を最後に寄稿は打ち切られた。なお米国コミック出版のもう一方の雄マーベル・コミックスとは『マーベルマン』の名の使用を巡ってそれ以前に絶縁していた（同作は Warrior 終刊後に米国のエクリプス社に版権が売られ、『ミラクルマン』と改題された）。
作品の著作権の問題はその後も尾を引き続けた。米国のコミック界では作者のオリジナルな作品やキャラクターでも出版社が著作権を保有するのが一般的だが、当時のDCコミックスはクリエイターの権利を拡大していく方針を取っており、『ウォッチメン』と『Vフォー・ヴェンデッタ』の契約書には「作品が絶版になれば著作権は作者に復帰する」という条項が加えられていた。しかし、年数が経っても2作が絶版になることはなかった。ムーアはこれを裏切りとみなした。

### インディペンデント期とマッドラブ: 1988年–1993年
メジャー出版社に背を向けたムーアは、自分の書きたいテーマはSF冒険ものやスーパーヒーローのジャンルには収まりきらないと公言し、それらのジャンル作品で確立したポストモダンな作風を社会的な作品に適用し始める。しかし大手出版社・取次から離れた執筆活動は順調に行かず、一般コミックファンからの関心は薄れていくことになる。ムーアは後に振り返ってこの時期を原野行の時代一大私的作品期と呼んでいる。
1988年にムーアは個人出版社マッドラブを設立した。エイズ禍が高まる中でマーガレット・サッチャー政権が提出した反同性愛法案「第28条」に抗議するのが目的だった。このころムーア夫妻はデボラ・デラノという女性と同居して3人でオープンな性的関係を結んでいたため、その種の規制は他人事ではなかった。同年に刊行されたチャリティ・コミック AARGH には、ロバート・クラムら錚々たるコミック作家の寄稿に加えて、同性愛の歴史を綴ったムーアの詩 The Mirror of Love が掲載されていた。政治的な主張を込めた同書の出版はムーアにとって転機となった。続いて、米国中央情報局 (CIA) を相手取った連邦訴訟に関わっていた公益法律事務所クリスティック・インスティチュートの依頼を受けて、CIAの非合法活動を告発する Shadowplay: The Secret Teamを書いた。内容はクリスティックが提供した大量の調査資料に基づいていた。徹底した取材によって実在の事件を作品化する経験はその後の執筆活動に影響が大きかった。Shadowplay はクリスティックが刊行したアンソロジー Brought to Light（→白日の下へ）（1988年、エクリプス刊）で発表された。
1990年、コミック自己出版の伝道者デイヴ・シムに触発されて自身のマッドラブから Big Numbers を発刊した。『ウォッチメン』に続く代表作として構想された同作は、生地ノーサンプトンをモデルにした英国の地方都市を舞台に、巨大ビジネスが一般人に与える影響とカオス理論の概念を組み合わせた社会的リアリズム作品だった。読者を選ぶ題材だが、全12号×大判40ページという大部の構想で、ビッグネームのビル・シンケビッチが作画を担当するとあってファンの期待も高かった。しかし2号が出た時点でシンケビッチがフォトリアリスティックなペイントアートという方針を維持できなくなり、作画を降りた。ムーアの奔走にもかかわらず、続刊は出なかった。この失敗はファンの失望を招き、ムーアにも大きな金銭的損失をもたらした。ムーアの心境は翌年に書籍出版社ビクター・ゴランツから書き下ろされたグラフィックノベル A Small Killing に反映されている。広告会社の重役が理想家だった少年時代の自分自身に取りつかれ、一線から退いて新しい目的を探すという内容である。同作はあまり部数が伸びず、「もっとも過小評価されているムーア作品」とされることがある。

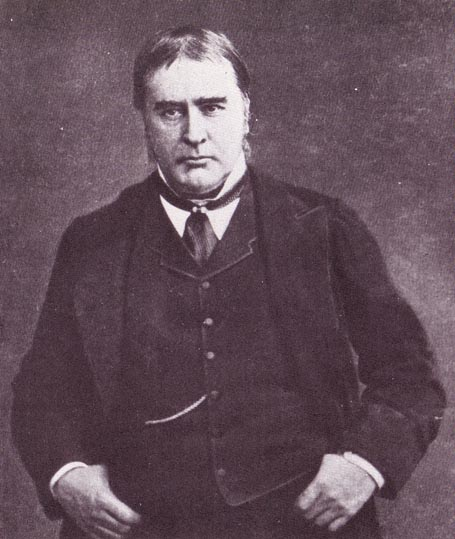
イングランド人の外科医サー・ウィリアム・ガルは『フロム・ヘル』で切り裂きジャック事件の犯人とされた。

過去の共作者スティーヴン・ビセットが自己出版するアンソロジーコミック誌 Taboo では、内容に制約を受けることなく性や暴力、政治や宗教といった題材を自由に追求することができた。ムーアが同誌で行った連載の一つ目は、1880年代の切り裂きジャック事件をフィクション化した『フロム・ヘル』（1989年）である。数多くの歴史的・社会的テーマを取り込んだ芸術志向の野心作だった。Taboo は短命に終わり、『フロム・ヘル』は小出版社からコミックブック形式で続刊が出た。しかしDC期のように締め切りに束縛されなくなったことで各号の執筆期間は延びていき、新刊を追い続けるのも困難な状況にファンも離れていった。『コミックス・ジャーナル』の論説によると、カジュアルな読者を拒絶するかのようなムーアの行動は半ば意図的なものだった。1999年、10年越しに完結した『フロム・ヘル』は単行本化と映画化を経て名作としての評価が確立している。
Taboo で開始されたもう一つの作品 Lost Girls（1991年）はムーアによると知的なポルノグラフィだった。作中では、セックスのアンチテーゼとしての世界大戦の前夜、成長した児童文学の女主人公たちがウィーンのホテルに集い、互いに性の目覚めを物語る。原典の内容は性体験のメタファーとして解釈される。ムーアはティファナ・バイブルやロバート・クラムを例に挙げて非主流のコミックにポルノの伝統があると主張しており、芸術的水準の高いポルノ・コミックを作ることを一つの挑戦と考えていた。Lost Girls は Taboo 廃刊後に出版の当てがないまま書き続けられ、2006年に完成するとトップシェルフから刊行された（作画のメリンダ・ゲビーとムーアはその翌年に結婚した）。児童ポルノと受け取られうる内容を含むものの、おおむね芸術的価値が認められて各国で出版・販売が実現し、高い評価を得ている。同年にムーアはポルノグラフィの歴史をたどる論説を発表し、社会の活力は性的な寛容さによって決まると論じて公の評価に耐える新たなポルノの必要性を訴えた。このテーマは2009年の評論本 25,000 years of Erotic Freedom（→性の自由の2万5千年史）に発展した。
- Lost Girls の主人公の一人、アリス（不思議の国のアリス）は厭世的な同性愛者の老貴婦人として登場する[255][263]。
- 中流階級出身のウェンディ（ピーター・パン）は家庭の主婦になっている[255][263]。
- エネルギーに満ちた田舎育ちのドロシー（オズの魔法使い）[255][263]。

1996年には初の小説本 Voice of the Fire（ビクター・ゴランツ刊）が出た。紀元前4000年から現代までの出来事を描いた短編連作で、時代は異なれどすべてムーアの生地ノーサンプトンが舞台となっている。言語や文化の発展を再現した実験的な語り口で書かれており、全体として想像力と「幻視」が私たち自身をどのように形作ってきたかについてのストーリーとなっている。

### メインストリーム復帰とイメージ・コミックス: 1993年–1998年
ムーアは1993年にメインストリーム・コミックに復帰して再びスーパーヒーロー作品を発表し始めた。その意図としては、自身の脱構築的アプローチが低質なエピゴーネンを生み出したことに責任を感じ、コミックに「喜びと純真さ」を取り戻そうとしたのだと語っている。しかし衆目の見るところによると、前言を翻した理由には経済的なものもあった。個人資産を投入した出版社マッドラブは Big Numbers の挫折と共に活動を停止していた。社名の由来となった、ムーア夫妻とデボラ・デラノら3人の間の恋愛関係も数年しか続かなかった。フィリスとデボラは娘たちを連れて2人で新しい生活を始め、1980年代の作品で稼いだ財産のほとんどを持ち去っていった。このころムーアは魔術と神秘思想に傾倒し始めたが（後述）、自身ではそれを「ミッドライフ・クライシスから目を逸らすため」のようにも語っている。

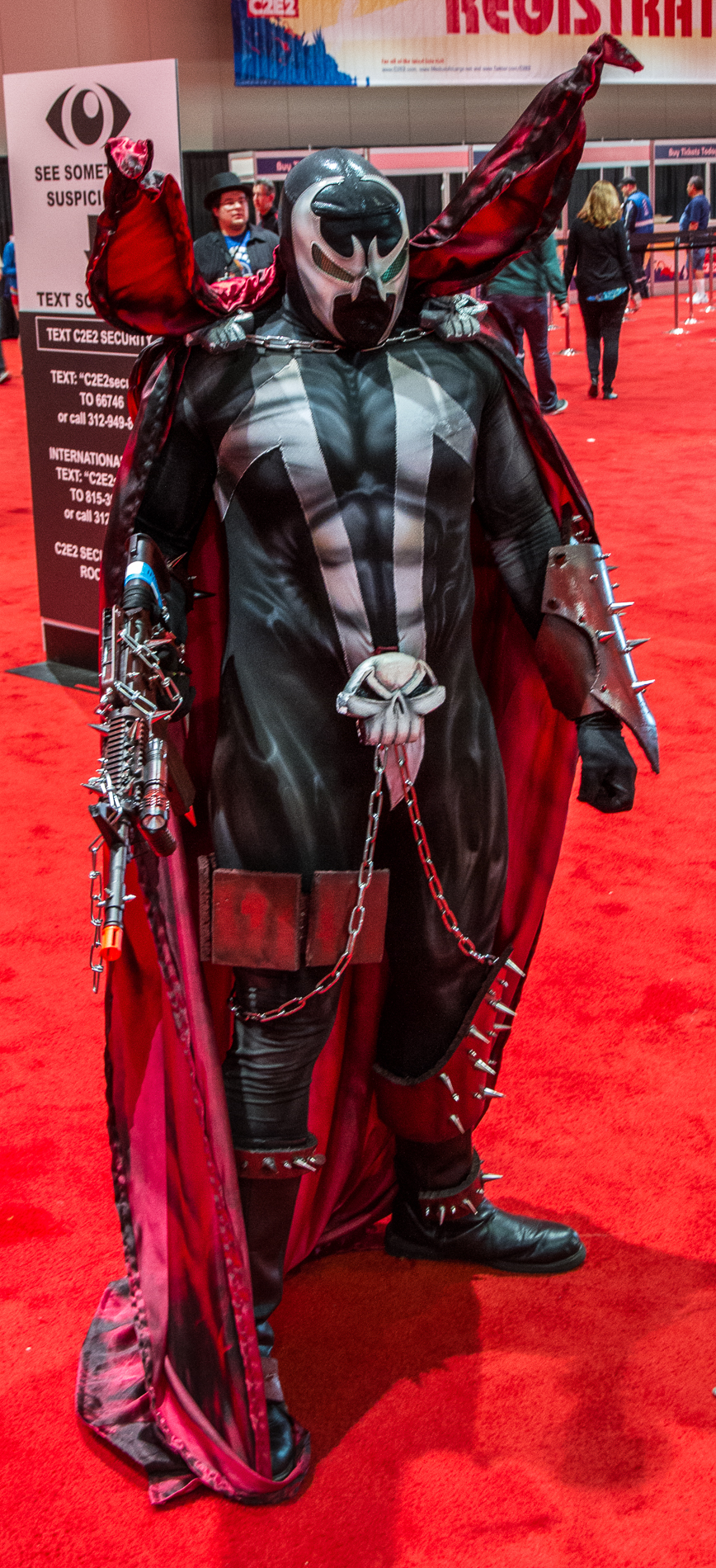
イメージ社の人気キャラクター、スポーン（写真）は地上に送り込まれた地獄の尖兵であり、「グリム・アンド・グリッティ」の風潮の典型だった。

寄稿先のイメージ・コミックスは当時ブームの真最中だった。同社は暴力描写・女性の性的対象化といった作風、作画重視・マーケティング重視の方針で知られており、ムーアのような「文学的」コミックを称揚する批評家からは評価が低かった。しかしクリエイター主導で設立された新会社ということもあり、著作権や創作上の自由についての方針はムーアにとって賛同できるものだった。ムーアはまず10万ドル+印税という破格の報酬で『スポーン』第8号（1993年）のゲスト原作者を務め、同年にオリジナル作品『1963』全6号を出した。60年代のマーベル・コミックス作品のパスティーシュで、後に一般的になるスタン・リーパロディの先駆けだったが、ムーア自身が生み出したシリアスでダークなスーパーヒーロー像の全盛期でもあり、こうした路線はファンの支持を得られなかった。ムーアは後にこう語っている。… 私がいなかった間にコミック読者がどれほど変わったか気づいた。突然、読者の大半が読みたがっているのはページ全体がピンナップ風になったストーリー皆無のやつだと思えてきた。そこで、そういうマーケットに向けてまともな作品を書くことができるか純粋に試してみようと思った
ムーアは13歳から15歳向けの、平均よりはましな作品の執筆を始めた。『スポーン』の派生作『バイオレーター』（1994年）、『バイオレーターvsバドロック』（1995年）、『スポーン: ブラッド・フュード』（1995年）はその例である。これらの作品は評者によってバカバカしいエクスプロイテーション・コミックでも風格を保っているとされることもあれば、[当時の読者には] ムーアの感覚が鈍ったように見えたことだろうという評価もある。そうして収入を確保するかたわら、非商業的な『フロム・ヘル』と Lost Girls の執筆を続けた。本人の言によると交響楽団に所属しながら、週末にだけバブルガム・バンドで演奏するようなものだった。
1995年にはジム・リーの月刊シリーズ『WILDC.A.T.S』の原作を任され、第21号から14号にわたって書き続けた。しかし自身でもその出来に満足しておらず、ファンの好みを推し量りすぎて新しいものを書けなかったと言っている。ある評者は、絶頂期にメインストリームを離れるという決断によって、1980年代のムーアが体現していたポップなエネルギーが霧散したと論じた。
次に請け負ったロブ・ライフェルドの『スプリーム』（1996年）はスーパーマンの亜流でしかないキャラクターだった。ムーアはここで、キャリアの初期で手掛けたスーパーヒーロー作品のように徹底した再構築を行った。しかしリアリズムを強調する代わりに、1960年代のいわゆる「アメリカン・コミックスのシルバーエイジ」期の牧歌的なスーパーマンをそっくり真似た。その上でメタな視点を取り入れ、アメリカのスーパーヒーロー神話への回帰と、当時のコミックシーンの批評を行ったのである。『スプリーム』はムーアにとって数年ぶりに内容と売上の両面で成功をおさめた。1997年には『スプリーム』と『フロム・ヘル』の両作によってアイズナー賞原作者部門を受賞した。エアーズはこれがムーアにとって商業性と作家性の両立を果たした象徴的な出来事だったと書いている。

### アメリカズ・ベスト・コミックス: 1999年–2008年
ロブ・ライフェルドのスタジオが経営不振によって出版活動を中止すると、ムーアは仕事を失った共作者のために複数の新シリーズを企画し始めた。イメージ共同経営者の一人ジム・リーがそれらを引き受け、自身のワイルドストーム社にムーアが統括するレーベルアメリカズ・ベスト・コミックス(ABC) を設立した。しかしその直後、リーはABCを含むワイルドストーム社をDCコミックスに身売りした。このときリーは事情を説明するため自らイングランドに赴き、ムーアがDCと直接やり取りしなくて済むようにすると請け合った。DCによる買収の目的は、ワイルドストームが保有するIPやデジタル彩色技術のみならず、ムーアを再び確保するところにあったと見る向きがある。少なくともムーア自身はそう信じていた。間接的にであれDCと再び関わるのは本意ではなかったが、多くの同業者を巻き込んでいたため後戻りはできず、ABCは計画通り出版を開始することになった。

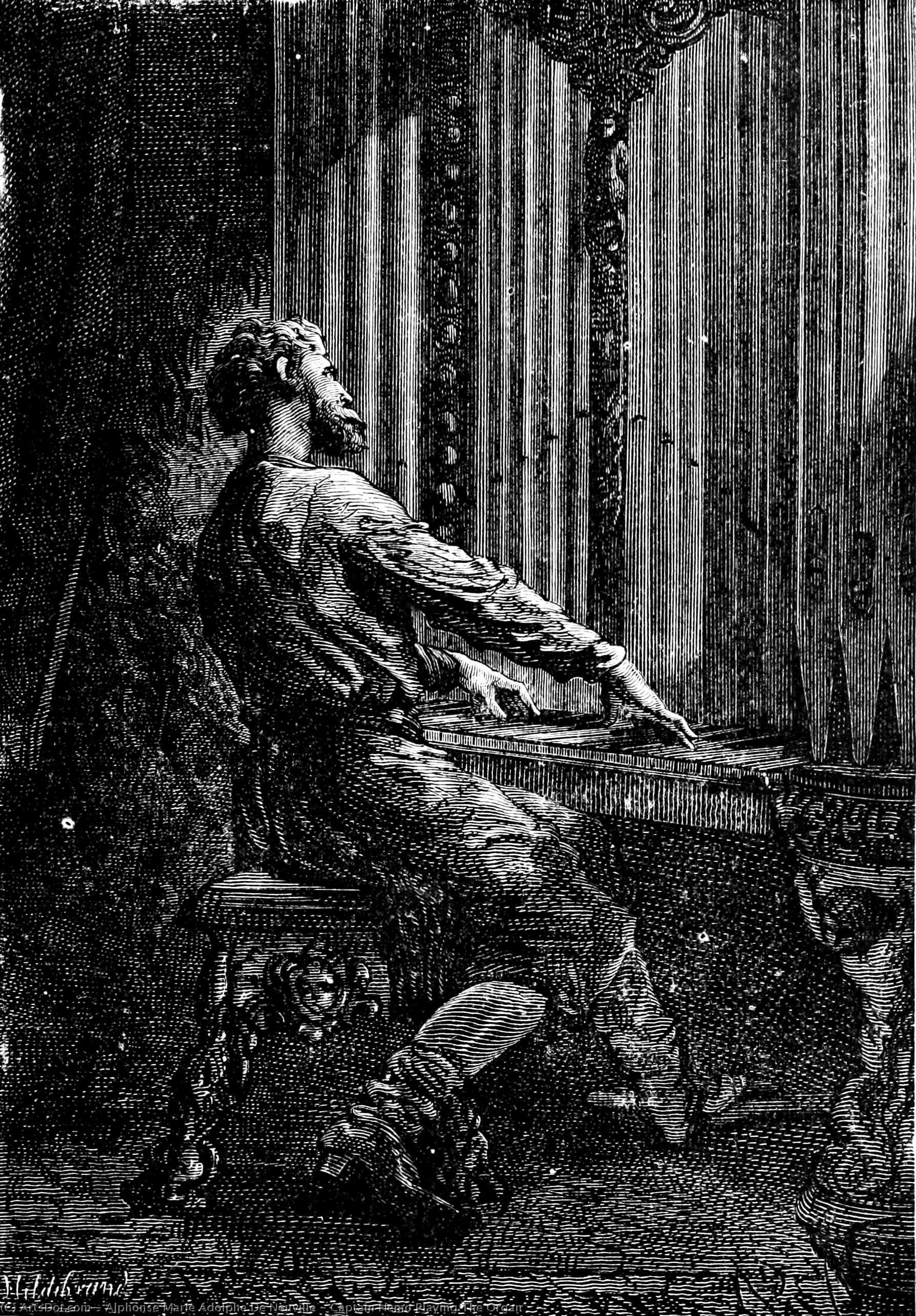
『リーグ・オブ・エクストラオーディナリー・ジェントルメン』ではネモ船長（図）を始めとするヴィクトリア朝文学キャラクターが「怪人連盟」として英国の危機に立ち向かう。

ムーアがABCでやろうとしたのは、スーパーマンがデビューした1930年代以前の作品から抽出してきたエッセンスによってレトロであると同時にアヴァンギャルドな何かを作り出し、コミックの想像力の源泉と可能性を指し示すことだった。ABCから最初に刊行された『リーグ・オブ・エクストラオーディナリー・ジェントルメン』（1999年。以下「リーグ」）はヴィクトリア朝時代の冒険小説の世界に「アベンジャーズ」のようなヒーローチームのアイディアを適用した作品だった。Tom Strong（1999–2006年）はドック・サヴェジのようなパルプ小説ヒーローをモデルにした作品で、過去一世紀にわたるトム・ストロングの冒険はコミックの歴史へのオマージュでもある。『トップ10』（1999年）は住人全員がスーパーヒーロー風の能力を持っている世界の刑事ドラマで、ポップカルチャーからの引用やギャグがストーリーと調和した熟練の一作だと評されている。アンソロジー誌 Tomorrow Stories（1999–2002年） にはパルプ・フィクション風の「コブウェブ」や『MAD』流の風刺作「ファースト・アメリカン」などが掲載された。
ABC作品の一つ『プロメテア』（1999年）では女子大生の主人公が「想像力の具現化」である女神プロメテアの依代となる。一見すると神話的な女性ヒーローワンダーウーマンへのオマージュのようだが、ストーリーは意外な展開をたどり、主人公はタロットやカバラのような神秘学の象徴体系を通じて世界の成り立ちを学んでいく。観念的な内容に合わせて視覚表現の実験が数多く行われている。この時期のほかの作品が総じて知的遊戯平均より知的な感性による、競争力十分のジャンル作品などと呼ばれるのに対し、本作には神秘学や芸術論のようなムーアの個人的テーマが色濃く出ている。

### 再びインディペンデントへ: 2000年代–
DC社はムーアの執筆活動に干渉しないと約束していたが、他社との摩擦や訴訟を引き起こしかねない作品の発行を差し止めることがあった。そのほか自身の望まない形で作品を利用されたことへの不満もあり、ムーアは再びメインストリーム・コミック界と絶縁することを決めた。2005年にはコミックというメディアは愛している。コミック業界は大体において反吐が出ると語っている。ムーアはワイルドストーム社でABCを設立するとき、共作者が手にする金額が多くなるように、多少の原稿料上乗せと引き換えに大半の作品の著作権を手放していた。ムーアはジム・リーを信頼して自作を預けたのだが、その後の買収劇により、再びそれらをDCに取得される成り行きになった。ABC作品でムーアの手元に残ったのは「リーグ」シリーズだけだった。

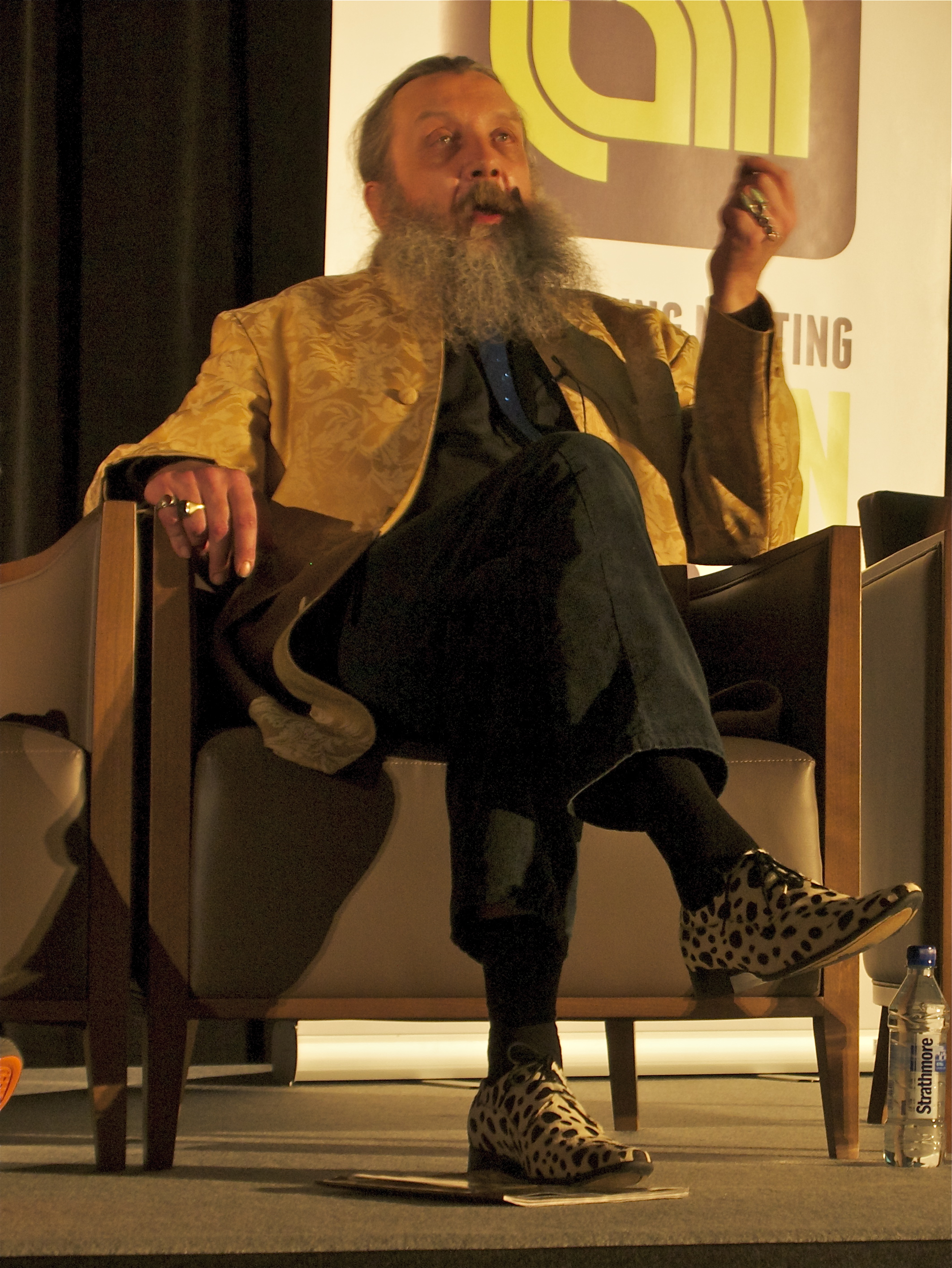
科学的懐疑主義の大会 TAM London 2010 に登壇し、キリスト教右派を批判した（2010年）。

複数のシリーズを並行して書いていたABC期はムーアのキャリアの中でも多産な時期だったが、2000年代半ば以降はコミックの執筆量が目に見えて減少した。ムーアの精力は小説執筆や神秘学関連のパフォーマンス公演のほか、マッドラブを復活させて2010年に発刊した21世紀最初のアングラ雑誌こと Dodgem Logic（→ドッジェム・ロジック）に注がれていた。同誌はムーアの地元ノーサンプトンを地盤とする隔月刊誌で、1960年代のアンダーグラウンド文化を受け継ぐものだった。ムーアは編集思想について「中央集権的な権威が力を失った今、個人主義的な文化をどう構築するか」「グローバル時代に地域をどうエンパワーするか」「来るべき企業主義文化の崩壊にどう対応するか」といった問題意識を挙げている。誌面では地域のコンサート情報や節約レシピと並んで、ゲリラ・ガーデニングやスクワッティングのような政治的行為のハウトゥ記事が載せられていた。売り上げは地域貢献に充てられた。同誌は8号が発行された後、資金難により2011年4月に廃刊された。
災害支援のためのチャリティ出版や、社会運動の資金調達のための出版物に寄稿することもあった。2001年、アメリカ同時多発テロ事件の翌月にマーベル・コミックスが刊行した Heroes に This is Informationを書いた。2013年には反グローバリゼーションの占拠運動に賛同し、運動の資金調達のために刊行された『オキュパイ・コミックス』にカウンターカルチャーとしてのコミック論を寄稿した。2018年、前年に起きたグレンフェル・タワー火災の被災者へのチャリティとして刊行されたコミック・アンソロジー 24 Panels に詩を提供した。
この時期、スプラッター・ホラーで知られるニッチな出版社アバター・プレスがムーアの未発表原稿や散文作品のコミック化を行った。2003年にはクトゥルフ神話関連作を集めたアンソロジー Yuggoth Cultures and Other Growths と、クトゥルフテーマの短編小説を原作とする「中庭」全2号が出た。翌年の A Hypothetical Lizard（→仮想の蜥蜴）全1号は世界幻想文学大賞にノミネートされた1980年代の中編小説が元になっている。2012年には全10号のコミック Fashion Beast が刊行された。原作はムーアが1985年に書いた未発表の映画脚本で、音楽プロデューサーのマルコム・マクラーレンから依頼されたものである。クリスチャン・ディオールの生涯をモデルにして異性装と『美女と野獣』を組み合わせた作品の企画だった。
原作者としての活動末期にはもっぱらホラー作品に注力した。DC離脱によって税金の支払いに窮したムーアはアヴァターからのオファーを受け、「中庭」の作画を手掛けたジェイセン・バロウズと組んでコミックオリジナルのクトゥルフ作品『ネオノミコン』（全4号、2010–2011年）、『プロビデンス』（全12号、2015–2017年）を出した。ジャクソン・エアーズはこれらの作品を… そこで描かれる暴力と荒廃感には、ムーアが考える現代文化の恐るべき実相が込められていると書き、ラヴクラフトのパルプ・フィクションからジャンル小説やコミックに受け継がれた人種差別性やセクシュアリティ観の系譜を批評的に描き出していると論じた。2016年4月からはアヴァターのホラー・アンソロジー誌 Cinema Purgatorio（→煉獄のシネマ）のキュレーションを務めはじめ、自身でもケヴィン・オニールと組んで同題の巻頭連載を寄稿した。主人公が悪夢のような映画館に座り、どこかねじれた古い映画を続けざまに見せられるという体の作品で、軽いパロディ連作のようだが、やはり娯楽産業におけるクリエイターの苦悩や、創作の意味についての考察が読み取れる。

#### コミック界引退へ
ムーアがメインストリーム・コミックに再復帰する見込みがなくなるにつれて、それまでムーアの意向を慮っていたDC社も『ウォッチメン』の著作権を行使することをためらわなくなっていった。2009年の映画化や、2012年の前日譚シリーズ『ビフォア・ウォッチメン』の刊行はムーアの意に反するもので、ファンや業界関係者の間でも賛否は分かれた。2017年には『ドゥームズデイ・クロック』によって『ウォッチメン』が内容的にもDC社の作品世界に組み込まれた。
ムーアのコミックに対する毒舌は拡大していった。2010年には「出版社が過去作のスピンオフを出したがるのは創造性の欠如」「業界に大した才能がいないのかもしれない」という趣旨の発言を行い、DCやマーベルで原作者として活動するジェイソン・アーロンから「現代の作品を読んでもいないムーアの言葉に耳を貸すのは止めよう」と批判されるなど、現役クリエイターから反発を招いた。ムーアは業界内で尊敬と同情を寄せられてきたが、潮目は変わり始めた。2013年には、前世紀に子供の読み物として作られたヒーロー物が映画を通じて広い年齢層に受け入れられている文化状況を複雑極まる現代からの逃避だと発言し、ファンコミュニティからの怒りを買った。ムーアはスーパーヒーロー・フィクションそのものに幻滅しており、自身の幼少期にそうだったように奇想天外な内容で子供の想像力をかきたてる物としては認められるが、大人が卒業せずにいるのは不健全な逃避だと主張した。
同じく2013年、ムーア作品に人種的ステレオタイプやミソジニー的な表現が見られるとしてオンラインの批判が寄せられた。ウェブメディアが反論の場を設けると、ムーアは自身の立場を強く防衛し、批判者やコミック関係者への逆批判を行った。さらに、以後インタビューや公の発言を制限する、特にコミックに関わることについては発言しない、と述べた。
2016年9月、執筆に10年以上を費やした1000ページを超える長編小説 Jerusalem（→エルサレム）を刊行した。生地ノーサンプトンの歴史、創作と想像力、魔術と超越性といった近年のテーマの集大成だった。それとともに、新しい分野に挑戦するため「リーグ」シリーズの完結を最後にコミック原作から引退すると宣言した。当初はスーパーヒーロー・コミックの変種かスチームパンク活劇として始まった「リーグ」だが、作中の時代が現代に近づくにつれて芸術と現実世界の関係を考察する個人的な作品になっていた。ポップカルチャーの歴史を通覧する大河長編となった「リーグ」最終作 Tempest では、メディア大企業によって管理されるスーパーヒーロー・キャラクターが偉大な英雄という概念そのもののディストピア的な終着点として描かれていた。同作は2019年に完結し、それ以降は予告通りコミック作品を発表していない。
2021年、5部作の長編ファンタジー小説 Long London などをブルームズベリーから刊行予定であることが発表された。

### 執筆以外の活動

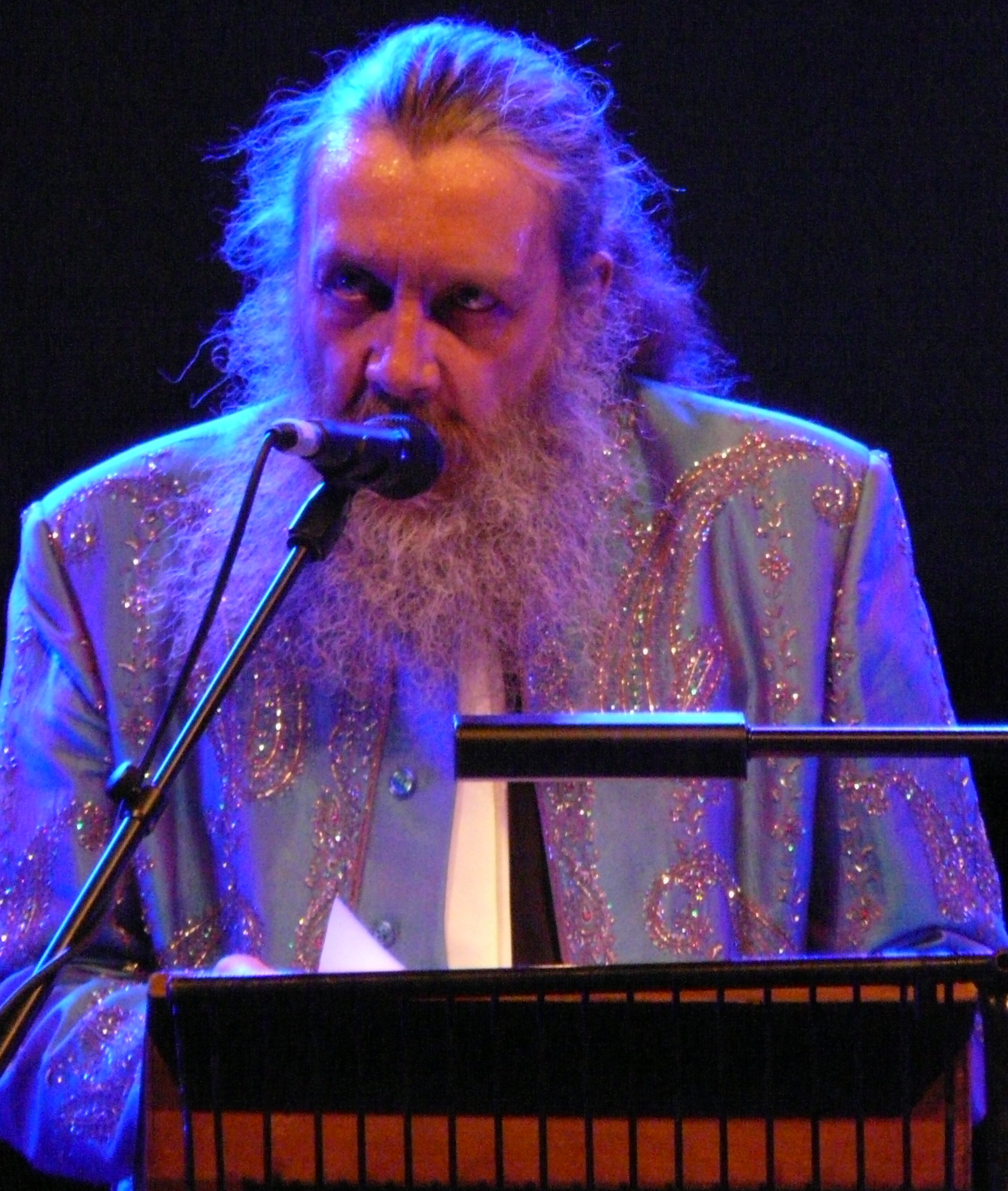
音楽イベント I'll Be Your Mirror に出演し、詩を朗読した（2011年）。

1994年、神秘学の先達スティーヴ・ムーアとともに The Moon and Serpent Grand Egyptian Theatre of Marvels（→月と蛇の大エジプト魔術団）を結成した。ランス・パーキンによると「薔薇十字団やフリーメイソンのパロディのような架空の秘術結社」であり、後に二人は神秘学のハウトゥ本 The Moon and Serpent Bumper Book of Magic（→月と蛇の魔術大図鑑）も共作している。ムーアは同年7月に団体名と同題で音楽や詩の朗読からなるパフォーマンス・アート公演を行った。1995年の公演 The Birth Caul（→誕生の羊膜）では母親の死や人間の意識活動が題材とされた。一種の魔術儀式として構成されており、ムーアの朗読が呪文の詠唱のような効果を生んでいた。同様のスポークン・ワード公演はその後も断続的に行われた。公演はいずれも開催地や開催日をコンテクストに取り込んだ一回限りの内容だが、すべてCD化されており、一部はエディ・キャンベルによってコミック化されてトップシェルフから刊行された。
2010年代には写真家ミッチ・ジェンキンズとともに低予算の短編映画を撮り始めた。短編数編を再構成した Show Pieces は英国の映画祭で公開された。トム・バークが主演し、ムーアが脚本・音楽・出演を兼ねた長編 The Show は2020年10月にシッチェス・カタロニア国際映画祭で上映され、翌年8月には英米で劇場公開とデジタル配信が行われた。探偵らしき主人公がノーサンプトンを訪れる一種のフィルム・ノワールだが、奇矯な人物が横行する昼の街と、悪夢と死後の世界が入り混じった夜の街の間でシュルレアルなストーリーが展開される。映画の小道具としてムーアが発案したインタラクティブ・コミックのアイディアは、実際のアプリ開発プロジェクトへと発展した。2015年にリリースされた Electricomics はコミック制作ツールキットと頒布プラットフォームが一体化したオープンソースアプリで、ムーアもそれを用いて作品を発表している。
2022年から、著名な作家・製作者・映画監督が講師となるeラーニングコース「BBCマエストロ」で創作論を教えている。

## 作風

### テーマ
経歴が長く活動範囲も広く、多作で無節操（ダグラス・ウォーク）といわれるムーアだが、ジャクソン・エアーズはムーア作品に共通するテーマとして歴史や文化の形成、権力と統治、知覚と意識、性と精神の解放などを挙げている。

#### リヴィジョニズムと間テクスト性
常套的な表現やジャンルの慣習を覆す作品が多く、「リヴィジョニズム」の作風だとされる。フィクションにおけるリヴィジョニズムとは、既存の作品やジャンルに大きな改作を行い、原典の持つ意味や隠れたイデオロギーを批評的に描いて新しい読み方を提示することをいう。ムーアのスーパーヒーロー作品の多くはジャンルの基盤となるイデオロギーを問い直すものだった。80年代の作品はヒーローの自警行為にともなう暴力性や全体主義に光を当て、作中人物や読者の動機が性的対象化に支えられていることを指摘した。「ヒーロー＝敬意の対象」という前提はムーアによって過去のものになった。しかし自身の影響によってインモラルなアンチヒーローや暴力を特徴とする「グリム・アンド・グリッティ」が流行すると、そのようなヒーロー像へのさらなるリヴィジョニズムとしてキッチュとイノセンスを打ち出している。また別に、児童文学やホラーのようなジャンルから性的な文脈を暴き出した作品もある。
ジャンル脱構築の性格が明らかな作品以外にも、古典文学からキャラクターを借用した「リーグ」のように間テクスト性の強い作品が多い。文芸翻訳者アンナリーザ・ディ・リッドはムーアの作品に引用句、引喩、パロディ、… 良く知られた作品やパターンの再検討という形で常に間テクスト性が見られると述べている。エアーズは既存のテクストを取り上げて作り変え、新鮮で力強く、なおかつ原典と豊かに響き合う何かを生み出す才能を持つ熟練の翻案家と書き、メディア横断的な参照が行われる現代ポップカルチャーを先取りしていたと論じた。
ランス・パーキンはムーアの間テクスト性の源流をコミック原体験に求め、スーパーヒーロー・コミックが過去の物語の絶えざる語り直しであり、それ自体の歴史や神話を題材とする自己完結的なメディアだと指摘した。パーキンによるとムーアはその手法を押し進め、コミックにとどまらず小説やジャーナリズムのようなあらゆるナラティヴを包含していったのだという。英文学者の福原俊平は、その間テクスト的な運動が物語が持つ可能性に対するムーアの信念の反映であり、コミックの形式を変革するため、また作品に時代と地域を超えた普遍性を与えるために活用されていると論じた。

#### 社会性・政治性

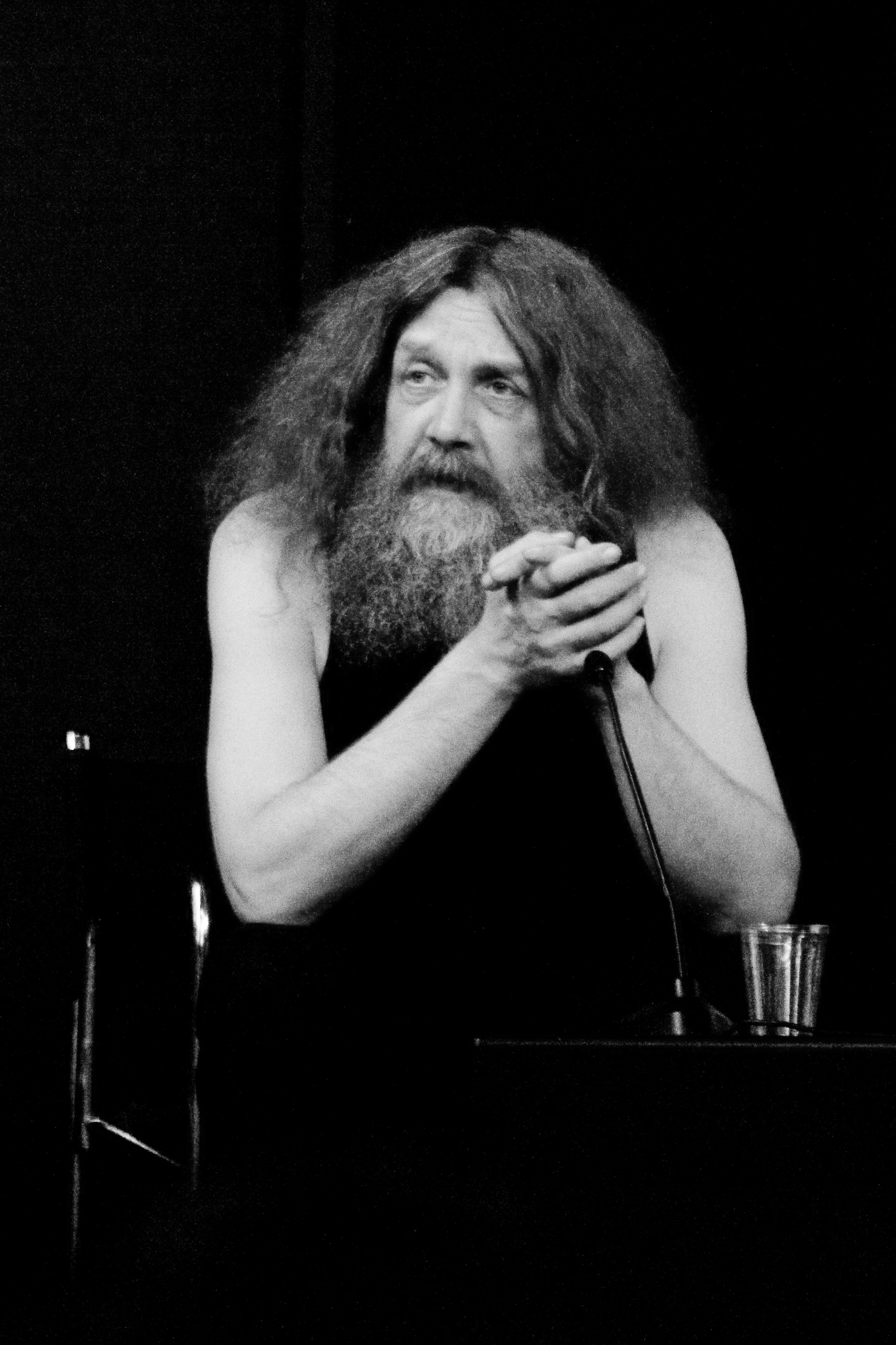
「誰も 人間や社会を変革する力を見ていない。単なるエンターテインメントと思っている。死ぬのを待つ間の20分、30分を埋めるためのものだ。
受け手が欲しがっているものを与えるのは芸術家の仕事ではない。… 受け手に必要なものを与えるのが芸術家の仕事なのだ」（写真は2009年）

ディ・リッドによると、ムーア作品は物語そのものについてのメタ的な考察であると同時に現実社会を分析する手段でもある。ポップカルチャー研究者コーリー・クリークマーは、ムーアのスーパーヒーロー・ジャンルへの関心にもしヒーローが実在したらどんな政治的機能を果たすか？という社会的な問いがあったと述べている。
ムーアの作品は政治的な主張が強く、その点で一般コミックファンの好みとは逆行している。エアーズは作品にアナキスト的、左派リバタリアン的な価値観が込められているとしている。反格差を掲げる占拠運動の刊行物に寄稿した論説（2012年）では、コミックを民衆による政治表現の伝統に連なるものだとしている。支配者、神、制度に対する健全な懐疑主義に根差した偉大な伝統 … 真に大衆的な芸術形式であり … 正しく使われれば社会変革の道具としてこの上ない力を発揮することできる。その本来の姿が、1930年代に成立したコミックブック出版によってエンターテインメント産業の一部品に堕したというのがムーアの主張だった。とはいえ、ムーアの関心は読者に明快な思想を提示することではなく、あいまいで矛盾をはらんだ領域に向かっている。ムーア自身、代表作『ウォッチメン』のテーマでもっとも興味深いのはこの世界が多くのエゴ、欲求や欲望、偶然で無原則な出来事の絡み合いからなるという世界観であり、それが一つの政治的声明だと述べている。

#### 時間と歴史
ムーアは自身の個人的な大テーマが時間だと述べている。作品ではコミックで時間を表現するための実験が様々に行われており、『ウォッチメン』では映画でいうクロスカッティングや文学でいう意識の流れに通じる非線形の時間表現が試みられている。ムーアはそこで、異なる時空に属するコマが同時に目に入るコミックの特性を巧みに利用して、ほかのメディアよりも自然な感覚を作り出している。
時間への関心は歴史のテーマとも結びついている。
[…] 我々一人一人の存在価値、我々の生の意義をわずかにでも実感するには、それらの生がどこから来たのか、我々がどうやってここにたどり着いたのかを、個人のレベルであっても、あるいは文化や国家、旧石器時代にまで続く歴史のすべてであったとしても、必ず知らなければならない。私はそういうことに惹きつけられる。—アラン・ムーア（“The Dark Side of the Moore: An Interview”、2003年）
ムーアの時間論は物理学の「ブロック宇宙論」に影響されている。それによると、時空は一つの不変な連続体であって、過去はその中に永久に残っており、未来もすでに確定したものとして存在する。人間の認識だけがその「ブロック」の中を移動している。『ウォッチメン』のDr.マンハッタンはこの時空観を体現したキャラクターで、過去・現在・未来を同時に知覚する能力を持っている。未来が歴史の中であらかじめ定められているという視点は決定論とニヒリズムに傾きうるものだが、マンハッタンは最終的に、混沌の中から偶発的に人間存在が発生するプロセスの全体に意味を見出す。時空的な全体性の感覚が生に意味を与える可能性となるというアイディアはそれ以降の作品でも扱われている。

#### 性愛とレイプ
ディ・リッドはムーア作品の多くが性愛から衝動を受けていると指摘し、エロティックな感覚に満ちたパンセクシュアルな物語世界だと呼んでいる。ディ・リッドによると、ムーアは反復的で自動的なポルノグラフィの形式を借りた作品で性が持つ力を取り扱い、『プロメテア』のユートピアや Lost Girls の自己発見に代表されるように、個人の達成と共同性の実現というアナキズムの理想をそこに表現している。
しかし、ムーア作品で描かれる性はきれいなものばかりではない。フェミニスト批評家はムーアがフェミニズム思想を持っていると大勢において認めているが、一方で女性に対するレイプがムーア作品に頻出することもまたよく批判されている。80年代の『バットマン: キリングジョーク』では歴史の長い女性キャラクターが性的に辱められ、暴力の後遺症で下半身不随になる。その衝撃とムーアの高名が相まって、同作はスーパーヒーロー・ジャンルにおいて女性への暴力が「シリアスさ、深み」として受け取られる風潮の一因となった。『キリングジョーク』はフェミニストから批判を集めており、ムーア自身も後に「暴力描写が作品に何の価値も与えていない」失敗作だと発言している。クトゥルフ神話の性的側面を扱った2010年代の『ネオノミコン』でも、主人公が怪物に妊娠させられることによってある種の解放を得るストーリーが論議を呼んだ。
ムーア自身によると、生地ノーサンプトンの「バロウズ」地区は非常に治安が悪く、身近に多くのレイプ被害者がおり、レイプは現実の一部であって正面から取り扱う価値がある。しかしレイプをエロティックなものとしては扱わない、物語を刺激的にするためだけにはレイプを用いない、被害者に見せられないようなものは書いていない、というのだった。実際、全編で性器と性行為を描いているポルノ作品 Lost Girls（2006年刊）でもレイプは1シーンでしか登場させず、それも画面外の描写にとどめている。

### 技法

#### 形式と構成
初期のコミックストリップから後年の作品に至るまでプロットの緻密さで知られており、結末が冒頭とつながる円環的な構成が多い。形式上のシンメトリーへのこだわりも強く、冒頭からの各ページが結末からの各ページの鏡像となるようにコマ割りされた作品もある。ダグラス・ウォークによると遊びのない構成は読んでいて息が詰まるほどだが、ジャンルや物語構造の定型を覆して読者の予想を裏切っていく作風がそれを緩和させているという。

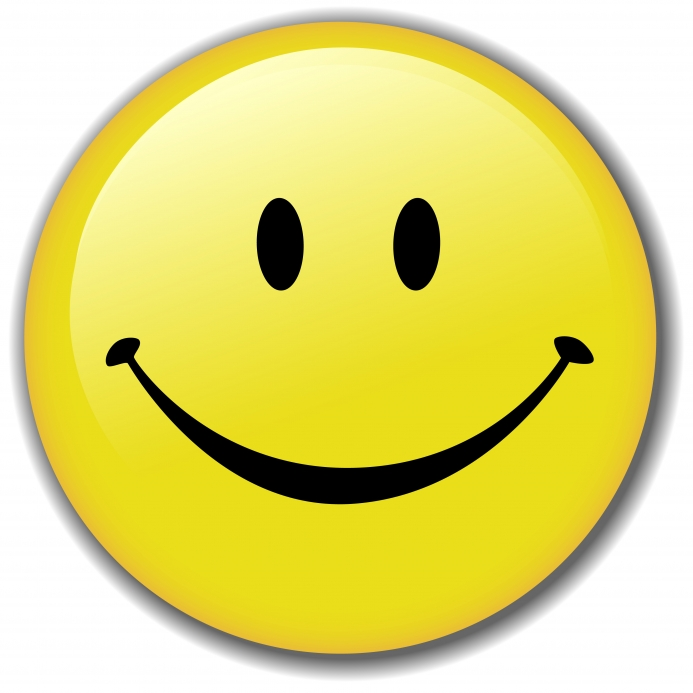
『ウォッチメン』を象徴するスマイリーバッジ。血で汚された無邪気な笑顔は、コミックの幻想に対する辛辣さの表明とも受け取れる。

コマの中には膨大な情報が描きこまれている。『ウォッチメン』の冒頭第1コマは「血に染まった街路にスマイリーバッジが落ちている」というだけの構図だが、原作スクリプトでそのコマの描写は日本語にして1500字を超えていた。丸いバッジに飛び散った血は真夜中の5分前を指す時計の針を形作っている。これは『ウォッチメン』全編に散りばめられた終末時計のメタファーの一つ目である。時計やカウントダウンのイメージは作品の随所に偶然のように置かれており、バッジそのものも後のシーンで再登場する。そのような、多くのイメージが織りなすパターンや偶然の絡み合いによる多重構造のストーリーはムーアが好んで用いたものだった。映画評論家の柳下毅一郎は、コマの端に描かれた人物や路上の落書きまでが役割を持つ『ウォッチメン』について現実には無意味な人間などいないし、無駄なエピソードなどない。すべての人が物語の主人公だ。それをコミックにおいて実現したのがムーアの多層的ストーリーテリングだったと書いている。
絵と言葉で相反する内容、もしくは一見無関係な内容を伝え、それによって重層的な意味を生み出すアイロニックな対位は特徴的な技法である。『Vフォー・ヴェンデッタ』の冒頭で、王族の最新の装いを伝えるラジオ放送が、娼婦として街に立つために身支度する少女の絵と対比されるシーンは一例である（当時のコミックでは絵で描かれた内容をそのままなぞるだけの文章が一般的だった）。

#### コマ割り
ほとんどのページが3×3に9等分されている『ウォッチメン』を始め、格子状のコマ割りを用いた作品が多い。米国コミックのコマの形や大きさは1970年代から多様化しており、その中では前時代的にも見える方式だが、ムーアは定型的なフォーマットを通じてリズムを生み出したり、シンメトリーや破調を巧みに利用して語りの効果を作り出した。ムーアの格子状コマ割りは現在まで多くの作家によって引用されている。コマ間の移動ではコントラストや反復が強く意識されている。次のシーンに移るタイミングでは、読者のストーリーへの没入が途切れないように、前のシーンのセリフの一部を次のシーンにオーバーラップさせたり、図像や色彩を引き継がせたりといったテクニックが使われている（ただしクリシェ化を避けるため後年の作品では多用されていない）。

### ストーリー上の傾向
『マーベルマン』、『スワンプシング』、『スプリーム』など、既存のコミック作品の原作を請け負ったときムーアが何度も取った手段は過去の経緯を一掃し、主人公を記憶喪失にし、それまで書かれたあらゆることが嘘だったと明かすちゃぶ台返しである。そうすることで過去の歴史に縛られずにキャラクターをリブートするのである。この方法はコミック界でごく一般的に使われるようになっているが、80年代当時は新鮮だった。
ムーアは1984年のインタビューにおいて、小池一夫と小島剛夕による日本漫画『子連れ狼』をストーリーは非常に単純だが、語り方によって大きな重みが生まれていると評し、自身の作風にも通じるところがあると語っている。物語をエスカレートさせて大きな事件を連発するより、状況やキャラクターの描写を積み上げてから小さな事件を起こす方が効果的なのだという。

### 原作執筆のスタイル
アメリカン・コミックのスクリプト（原作脚本）は出版社や書き手によって形式が異なるが、ムーアは長大細密な散文を書くことで知られている。通常の5–6倍の分量があり、コマ割りや各コマの構図、ディテールが事細かに指示されている。会話体で書かれたスクリプトには作画家が参考にするための背景知識や演出意図までもが盛り込まれている。DCコミックスでの担当編集者カレン・バーガーは次のように語っている。
すべてのコマが隅から隅まで絵として描写されていた。アランは確か、挫折した作画家だったはずだ。… 作画家になろうとしてこの世界に入ったので、原作のアプローチもまるで絵を描いているかのようだった。… その上で、やはり優れた作家だったから、アートディレクションの文章なのに読んで面白かった。—カレン・バーガー（2012年）
ポエトリー・リーディングの経験から文章のリズムや強勢を重視しており、自ら音読しながら書いている。重要なセリフには弱強格の韻律が用いられることがある。キャリア初期には一人芝居をしながら登場人物の所作や声色を想像するメソッド演技法を行っていた。
ムーアは 2000 AD 時代に多くの相手と短編を共作する経験を通じて作画家が描きたいものを的確に提示する能力を身に着けたと言われている。想像力の相乗効果を生むため、共作者には原作から自由に逸脱するよう勧めてもいる。原作者と作画家が主導権や貢献度を巡って争うことは珍しくないが、ムーアは自身のコミック作品が作画家との共同制作物であることを常に強調しており、共作者との関係は概して円満なものである。

### 影響

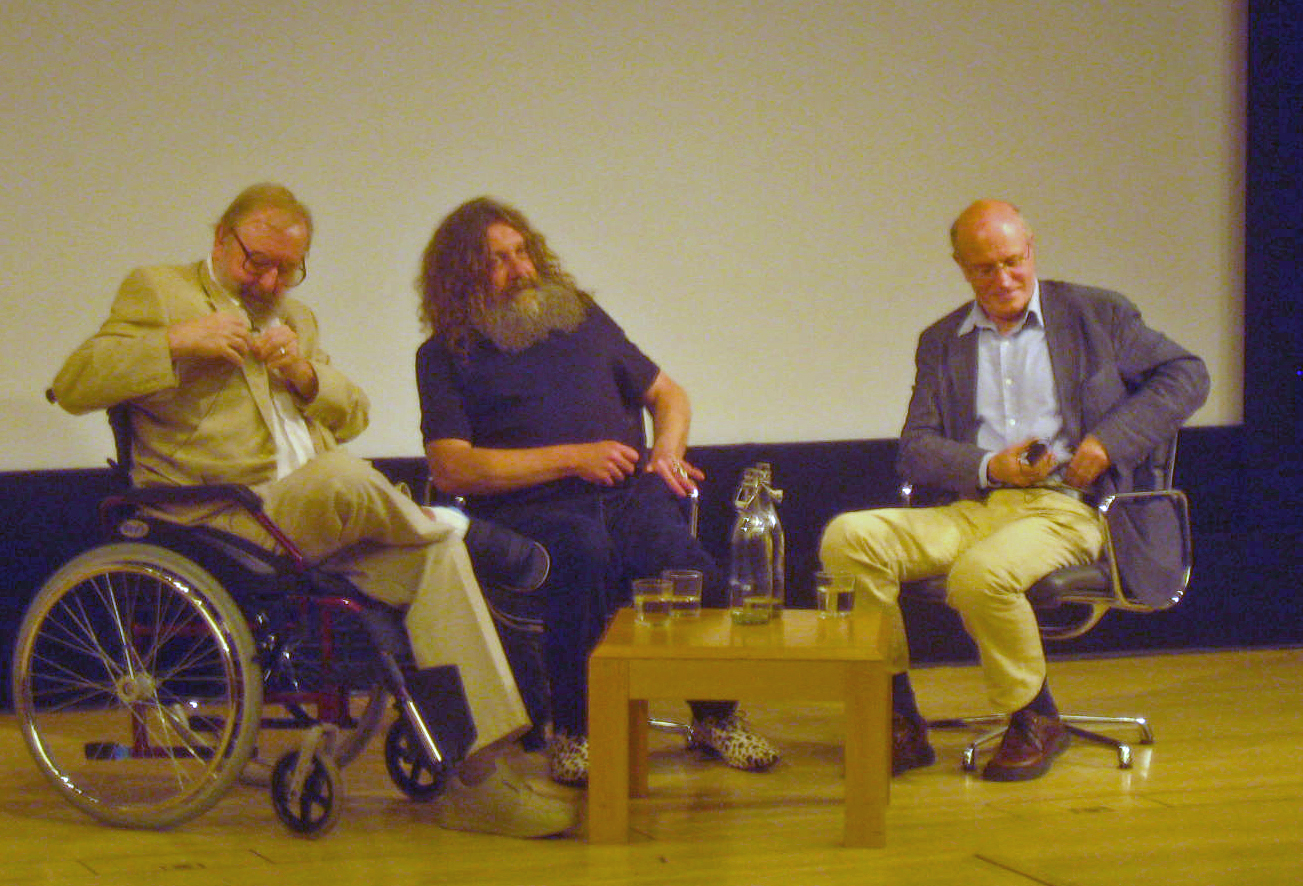
マイケル・ムアコック、イアン・シンクレアと共に（2009年）。

時代に即した新しい形式を生み出すには広範な知識が不可欠だと語っており、古典演劇から現代の実験小説やジャンル・フィクションまで読書傾向は幅広い。影響を受けた作家にはウィリアム・S・バロウズらビートニク作家、ウィリアム・ブレイク、トマス・ピンチョン、イアン・シンクレア、マイケル・ムアコックらニューウェーヴSF作家、クライヴ・バーカーらホラー作家がいる。
コミック作品からはあまり影響を受けていないと自ら語っているが、1984年のインタビューでは例外として同時代のフランク・ミラー、American Flagg!、『ラブ・アンド・ロケッツ』を挙げている。またティム・キャラハンによれば、コミックのストーリーテリング技法を開拓したウィル・アイズナーからの影響は別格として挙げられる。『MAD』誌で多くのパロディ作品を書いていたハーヴェイ・カーツマンとウォーリー・ウッドからは、スーパーヒーローの脱構築というアイディアだけでなく、特徴的な均等分割のコマ割りに影響が見られるという。そのほかにはジャック・カービーや、ブライアン・タルボットの名が挙げられることがある。
ムーアの魔術思想はベースとなるアレイスター・クロウリーの宇宙論にロバート・アントン・ウィルソンやオースティン・オスマン・スパーからの影響を加えたものである。

## 評価

### 社会的評価

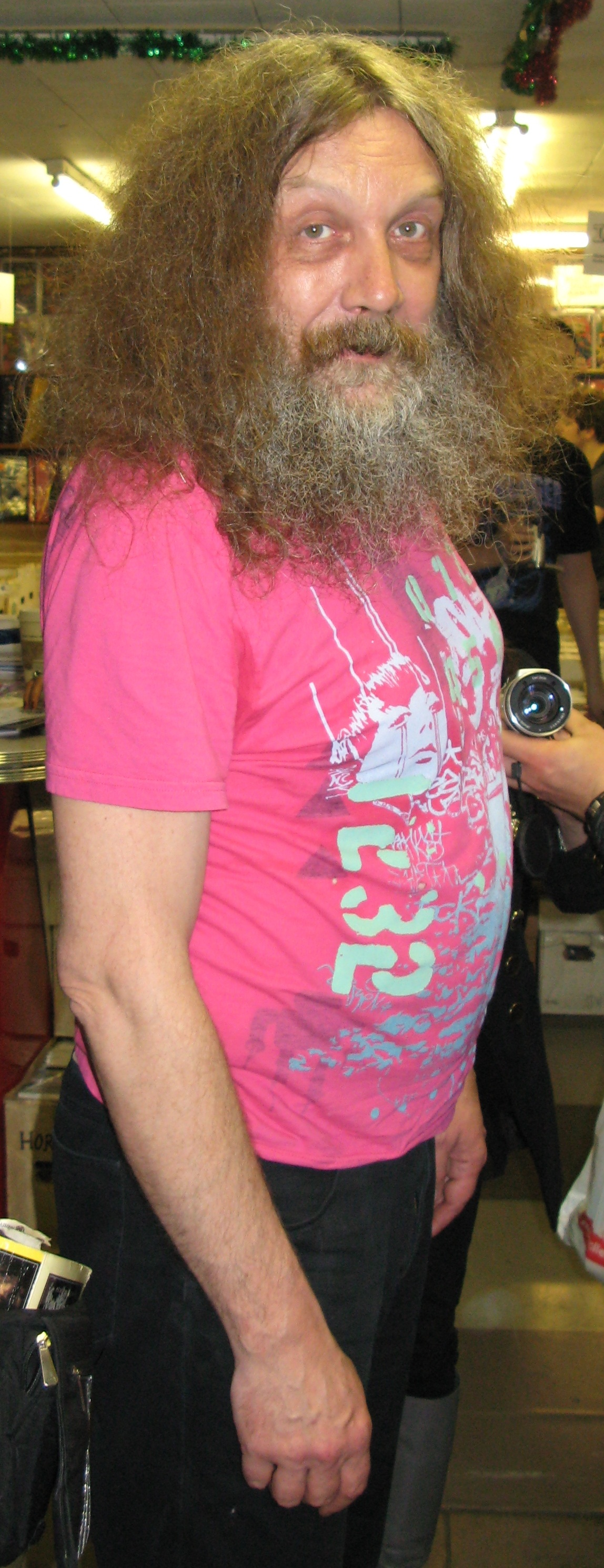
ロンドンのコミックショップで開催されたサイン会において（2008年）。

幅広い題材の作品で批評家から高く評価されており、複数の評者によって史上最高の原作者と呼ばれている。コーリー・クリークマーは2004年に「コミック界で比類ない地位を占めている」と書いた。ウェブメディアCBRはコミック原作者の影響力を論評する2022年の記事でコミックの歴史上もっとも才能ある原作者とした。コミック史家ジョージ・クーリーはこの自由人をコミックブック史上最高の原作者と呼んでは過小評価だと書いた。批評家ダグラス・ウォークはこう書いている。
ムーアは誰の異論も受けずにコミックの殿堂入りを果たした。英語圏のコミックを支える柱石の一つであり、同格の存在はジャック・カービー、ウィル・アイズナー、ハーヴェイ・カーツマンなどわずかしかいない。殿堂の中でも突出して異質な存在だ。ほかの柱はいずれも作画家か、そうでなければたいてい原作兼任なのだから。ムーアはほぼ原作専門だが、その精妙巧緻なスクリプトは必ず作画家の長所が生きるように書かれている。… つまりムーアはコミック創作理論の百般に通じているのだ。漫画家が一人でぜんぶ描く方が原作と作画を分担するより優れたやり方だ、などという主張を誰も口にしないのは、ムーアの著作目録が立ちはだかっているためだ。—ダグラス・ウォーク（2007年）
一般紙誌でも賛辞を寄せられている。英インディペンデント紙日曜版は2006年の Lost Girls 出版時に「英語圏における最初の偉大な現代コミック作家」と紹介し、ガーディアン紙は2019年の引退に際してもっとも重要な英語のフィクション作家のひとりとした。2005年に『タイム』誌が選出した「1923年から現在までの小説100選」には漫画作品として唯一『ウォッチメン』が挙げられた。
実作者の評を見ると、原作者・映画脚本家のJ・マイケル・ストラジンスキーはムーアを我々の中で一番上手いと言っている。ホラー小説家ラムジー・キャンベルはムーアの科白のセンス、簡潔明瞭なストーリーテリングの才能、ペース配分とタイミングの確かな感覚がコミック文化の最良の部分を受け継ぐものだと書いた。日本の直木賞作家真藤順丈はストーリーテリングが神業の域と書いており、ホラー小説家澤村伊智もお話が滅茶苦茶うまいとしている。DCコミックスでの担当編集者カレン・バーガーは[作品に] 私が手を入れる部分はなかった。… [クリエイターには] アランとそれ以外しかいない。アランは一人だけ別の階級にいたと語った。その一方で原作者グラント・モリソンは、ムーア作品は技巧が勝ち過ぎて自己顕示欲さえ感じると述べている。またコミック界にはムーアのジャンル脱構築を歓迎しない者もいた。ムーアより先にDCとマーベルで人気作家となっていた漫画家ジョン・バーンは、『ウォッチメン』におけるスーパーヒーローの描写が否定的、虚無的すぎると述べている。また歴史あるヒーローキャラクターが暴力によって障害を負う『キリングジョーク』を自己満足のマスターベーションと呼んだ。
学問としてのコミックス・スタディーズでももっとも頻繁に言及されるクリエイターのひとりであり、そもそもコミックが学術研究に値するという考えが一般化したのは『ウォッチメン』などの功績だとみなされている。しかし分野の歴史が浅いこともあり、コミック研究のカノン（正典、名作）としての位置づけが定まっているとは言えない。2000年代以降の再評価では、ムーアが独自のスタイルを持つ手練れの作家に過ぎず、それまでの偶像化が行き過ぎだったという指摘も現れた。クリークマーは、コミックというメディアがムーアによって芸術的に「高められた」というファンの見方は素朴すぎるものだと述べている。バート・ビーティとベンジャミン・ウーはムーアが中程度の教養の象徴だと述べ、良質のコミック作品に過ぎないものがコミックの進歩の上限として扱われてきたと主張した。また同時期にムーア作品におけるレイシズムやミソジニーの扱いに対する批判も目立ってきた。

### 米国コミック史における位置づけ
ムーアのキャリアはコミック界におけるオーサーシップ（著者性）観の変遷と密接に関わっている。米国コミックの伝統では作品のオーサーシップを担うのは出版社であり、クリエイターは制作のために雇われるだけの存在だった。コミックブックが読み捨ての娯楽だという一般の見方もその状況を反映していた。しかし1970年代に至るとコミックファンダムが成熟し、ブランドやキャラクターではなく個々の作家に注目する読者も現れ始めた。また業界内でも制作者の権利拡大を訴える労働運動が起こった。これらが相まって個人のヴィジョンと感性をオーサーシップの中心におく作家主義が生まれた。読者の嗜好の変化を知ったメインストリーム出版社は、熱心なファンの多い専門店マーケット向けにスター作家を擁立するようになった。その最初の世代がムーアやフランク・ミラーらであり、中でもムーアは作画家ではなく原作者に注目を集めさせたことで特筆される。
ムーアはキャリアを通して、コミックを芸術作品として認知させようと試みるとともに、出版社に対してクリエイターの権利を主張し続けた。ムーアは前の世代のクリエイターと異なり『ウォッチメン』を始めとするDC社のベストセラーから多額の印税を得ることができた。しかし自作の著作権は取り戻せず、そのことに遺恨を抱いていた（同時期にミラーやニール・ゲイマンなどはDCと契約を結び直してオリジナル作品の著作権を獲得している）。人気米国アニメ『ザ・シンプソンズ』に本人役で出演し、著作権をめぐるDCとの確執についてのジョークを演じたこともある。このような闘争は作品にも反映されており、ジャクソン・エアーズによるとムーアは常に「企業化されたエンターテインメント／芸術家の個人的ヴィジョン」のダイナミクスをテーマとしている。ダグラス・ウォークはムーアが商業性と芸術性の合間を行くコミックの道行きの先導者だと論じ、ポピュラーなコミックに文学性を持ち込んだこと、クリエイターを搾取する出版モデルと闘ったこと、身をもってコミック作品の価値を示したことを評価した。

### 批判
ムーアの作品には人種差別的、異性愛規範的、女性嫌悪的な表現があるにもかかわらず、ある種の批評と解釈されて見過ごされてきたという主張がある。ただし、数多くの作品の中でそれらのテーマの描き方が一貫しているわけではなく、裏にあるムーアの思想を単純に図式化するのは難しい。元来ムーアは、コミックに性的・人種的・社会的マイノリティの描写を取り入れることでは先駆的な立場にあった。ムーアの批判者であるジャーナリストのローラ・スネッドンも、ムーアが芸術、男女同権、フェミニズムなどで明確に女性を支持しており、コミック業界が抱える女性嫌悪と多様性欠如の問題を糾弾してきたことは認めている。

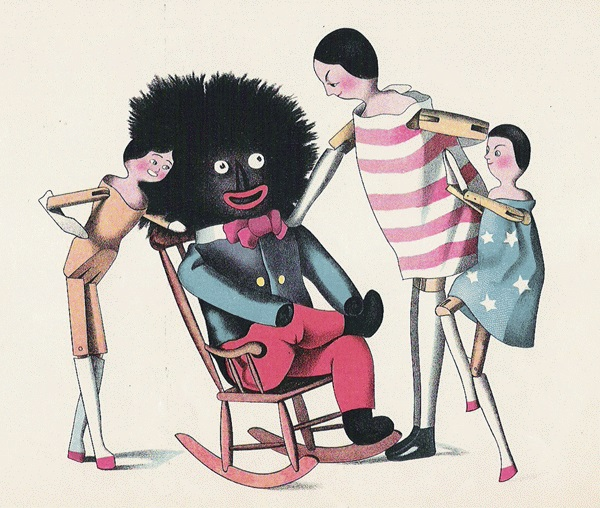
フローレンス・ケイト・アプトンが描いたゴリウォーグとオランダ人形たち（1895年）。

ムーア作品で人種描写に関して批判されるのは The League of Extraordinary Gentlemen: Black Dossier（2007年）が代表である。同作では、ヴィクトリア朝時代の黒人キャラクターであるゴリウォーグが（名前を変えて）登場する。これはある観点では人種差別的な図像、ひいては人種差別思想に基づくメッセージを再生したことになる。コミック研究者クレイグ・フィッシャーはムーア自身の人種差別意識に加えて西洋文化の中で人種差別的イメージが力を持ち続けていることの露悪的な告発、そして「ステレオタイプの誇張したパロディ」という多面的な意味があるのではないかと書いている。
ジャクソン・エアーズの考察によると、ムーアの作品は基本的にリベラルな傾向が強く、明確に人種差別批判を意図して書かれている作品もある。ナチズムを継承した人種主義的な独裁政権が敵役となる『Vフォー・ヴェンデッタ』や、スーパーヒーロー神話と白人優越主義の神話を結び付けて再考した『ウォッチメン』はその例である。しかし『ヴェンデッタ』が完全に白人主人公たちのドラマとして描かれ、迫害される当の少数者が不在であるように、実際の描写が逆の効果を生む部分があるのだという。性的指向の描写についても同様で、ムーア自身はクィアへの支援者として出版・執筆活動を行っている。しかしエアーズによると、『ウォッチメン』にはスーパーヒーロー・ジャンルが病的なクィアネスや暴力性の産物であるかのような描写が見られ、やはり異性愛規範を強化するような読み方ができる。

### 受賞
アメリカコミック界の主要な賞であるアイズナー賞とハーベイ賞、それらの前身であるカービー賞は数多く受賞している。以下のリストを参照のこと。
| 年   | 部門             | 対象                                                                                    | 備考    |
| ---- | ---------------- | --------------------------------------------------------------------------------------- | ------- |
| 1985 | 原作者           | 『スワンプシング』                                                                      | [ 532 ] |
| 1985 | 単一号           | 『スワンプシング・アニュアル』第2号（ジョン・タトルベン、スティーヴ・ビセットとともに） | [ 532 ] |
| 1985 | 定期シリーズ     | 『スワンプシング』（ジョン・タトルベン、スティーヴ・ビセットとともに）                  | [ 532 ] |
| 1986 | 原作者           | 『スワンプシング』                                                                      | [ 533 ] |
| 1986 | 定期シリーズ     | 『スワンプシング』（ジョン・タトルベン、スティーヴ・ビセットとともに）                  | [ 533 ] |
| 1986 | 新シリーズ       | 『ミラクルマン』（複数の作画家とともに）                                                | [ 533 ] |
| 1987 | 原作者           | 『ウォッチメン』                                                                        | [ 533 ] |
| 1987 | 定期シリーズ     | 『スワンプシング』（ジョン・タトルベン、スティーヴ・ビセットとともに）                  | [ 533 ] |
| 1987 | 新シリーズ       | 『ウォッチメン』（デイヴ・ギボンズとともに）                                            | [ 533 ] |
| 1987 | 原作／作画チーム | 『ウォッチメン』（デイヴ・ギボンズとともに）                                            | [ 533 ] |

| 年   | 部門                                         | 対象 | 備考         |
| ---- | -------------------------------------------- | --- | ------------ |
| 1988 | 原作者                                       | 『ウォッチメン』 | [ 533 ]      |
| 1988 | 原作／作画チーム                             | 『ウォッチメン』（デイヴ・ギボンズとともに）                                                                               | [ 533 ]      |
| 1988 | 限定シリーズ                                 | 『ウォッチメン』（デイヴ・ギボンズとともに）                                                                               | [ 533 ]      |
| 1988 | 単行本                                       | 『ウォッチメン』（デイヴ・ギボンズとともに）                                                                               | [ 533 ]      |
| 1989 | 原作者                                       | 『バットマン: キリングジョーク』                                                                                           | [ 533 ]      |
| 1989 | 単行本                                       | 『バットマン: キリングジョーク』（ブライアン・ボランドとともに）                                                           | [ 533 ]      |
| 1993 | 連載ストーリー                               | 「フロム・ヘル」（エディ・キャンベルとともに）                                                                             | Taboo 連載版 |
| 1994 | 単行本（書き下ろし）                         | A Small Killing（オスカー・サラテとともに）                                                                                | [ 534 ]      |
| 1995 | 原作者                                       | 『フロム・ヘル』 | [ 534 ]      |
| 1996 | 原作者                                       | 『フロム・ヘル』 | [ 534 ]      |
| 1997 | 原作者                                       | 『フロム・ヘル』、『スプリーム』                                                                                           | [ 534 ]      |
| 2000 | 原作者                                       | 『リーグ・オブ・エクストラオーディナリー・ジェントルメン』、『プロメテア』、Tom Strong 、Tomorrow Stories 、『トップ10』   | [ 535 ]      |
| 2000 | 単一号／単一話                               | Tom Strong 第1号 "How Tom Strong Got Started"（クリス・スプラウス、アル・ゴードンとともに）                                | [ 535 ]      |
| 2000 | 連載ストーリー                               | Tom Strong 第4–7号（クリス・スプラウス、アル・ゴードンらとともに）                                                         | [ 535 ]      |
| 2000 | 新シリーズ                                   | 『トップ10』（ジーン・ハー、ザンダー・キャノンとともに）                                                                   | [ 535 ]      |
| 2000 | 単行本（再録）                               | 『フロム・ヘル』（エディ・キャンベルとともに）                                                                             | [ 535 ]      |
| 2000 | アンソロジー                                 | Tomorrow Stories（リック・ヴィーチ、ケヴィン・ノーラン、メリンダ・ゲビー、ジム・ベイキーとともに）                         | [ 535 ]      |
| 2001 | 原作者                                       | 『リーグ・オブ・エクストラオーディナリー・ジェントルメン』、『プロメテア』、Tom Strong、Tomorrow Stories 、『トップ10』    | [ 535 ]      |
| 2001 | 単一号／単一話                               | 『プロメテア』第10号「セックス、スター、スネーク」（J・H・ウィリアムズIII、ミック・グレイとともに）                        | [ 535 ]      |
| 2001 | 定期シリーズ                                 | 『トップ10』（ジーン・ハー、ザンダー・キャノンとともに）                                                                   | [ 535 ]      |
| 2003 | 限定シリーズ                                 | 『続リーグ・オブ・エクストラオーディナリー・ジェントルメン』（ケヴィン・オニールとともに）                                 | [ 535 ]      |
| 2004 | 原作者                                       | 『リーグ・オブ・エクストラオーディナリー・ジェントルメン』、『プロメテア』、Smax 、Tom Strong、Tom Strong's Terrific Tales | [ 535 ]      |
| 2006 | 原作者                                       | 『プロメテア』、Top 10: The Forty-Niners                                                                                   | [ 535 ]      |
| 2006 | 単行本（書き下ろし）                         | Top 10: The Forty-Niners（ジーン・ハーとともに）                                                                           | [ 535 ]      |
| 2006 | アーカイバル・コレクション（コミックブック） | Absolute Watchmen（デイヴ・ギボンズとともに）                                                                              | [ 535 ]      |
| 2014 | 殿堂                                         | 本人 | [ 536 ]      |

| 年   | 部門                              | 対象                                                                                            | 備考    |
| ---- | --------------------------------- | ----------------------------------------------------------------------------------------------- | ------- |
| 1988 | 原作者                            | 『ウォッチメン』                                                                                | [ 537 ] |
| 1988 | 定期／限定シリーズ                | 『ウォッチメン』（デイヴ・ギボンズとともに）                                                    | [ 537 ] |
| 1988 | 単一号                            | 『ウォッチメン』第9号（デイヴ・ギボンズとともに）                                               | [ 537 ] |
| 1988 | 単行本                            | 『ウォッチメン』（デイヴ・ギボンズとともに）                                                    | [ 537 ] |
| 1988 | 特別賞 Excellence in Presentation | 『ウォッチメン』（デイヴ・ギボンズとともに）                                                    | [ 537 ] |
| 1989 | 単一号                            | 『バットマン:キリングジョーク』（ブライアン・ボランド、ジョン・ヒギンズとともに）               | [ 537 ] |
| 1989 | 単行本                            | 『バットマン:キリングジョーク』（ブライアン・ボランド、ジョン・ヒギンズとともに）               | [ 537 ] |
| 1995 | 原作者                            | 『フロム・ヘル』                                                                                | [ 537 ] |
| 1995 | 定期／限定シリーズ                | 『フロム・ヘル』（エディ・キャンベルとともに）                                                  | [ 537 ] |
| 1996 | 原作者                            | 『フロム・ヘル』                                                                                | [ 537 ] |
| 1999 | 原作者                            | 『フロム・ヘル』、『スプリーム』ほか全著作                                                      | [ 537 ] |
| 2000 | 原作者                            | 『リーグ・オブ・エクストラオーディナリー・ジェントルメン』                                      | [ 537 ] |
| 2000 | 単行本（再録）                    | 『フロム・ヘル』（エディ・キャンベルとともに）                                                  | [ 537 ] |
| 2001 | 原作者                            | 『プロメテア』                                                                                  | [ 537 ] |
| 2003 | 原作者                            | 『プロメテア』                                                                                  | [ 537 ] |
| 2003 | 定期／限定シリーズ                | 『リーグ・オブ・エクストラオーディナリー・ジェントルメン』（ケヴィン・オニールとともに）        | [ 537 ] |
| 2003 | 単一号                            | 『続リーグ・オブ・エクストラオーディナリー・ジェントルメン』第1号（ケヴィン・オニールとともに） | [ 537 ] |
| 2004 | 定期／限定シリーズ                | 『続リーグ・オブ・エクストラオーディナリー・ジェントルメン』（ケヴィン・オニールとともに）      | [ 537 ] |

サンディエゴ・コミコンが選出するインクポット賞は1985年に受賞した。アメリカのコミック情報誌『コミックス・バイヤーズ・ガイド』のファン・アワードには何度もノミネートしており、1985–1987年、1999年、2000年には原作者部門で、1987年には作品部門（ウォッチメン）で、1988年にはオリジナル・グラフィックノベル／グラフィックアルバム部門（バットマン: キリングジョーク）で受賞している。
英国のコミックファンによるイーグル賞を受けるのもたびたびで、1982年に『Vフォー・ヴェンデッタ』によって原作者部門と作品部門で受賞したのに始まり、1986年には米国原作者と英国原作者のダブル受賞を果たした。英国ナショナル・コミックス・アワードは2002年時点で殿堂入りしており、オールタイムベスト原作者にも選ばれている。英米以外では、ドイツの漫画賞であるマックス・ウント・モーリッツ賞（2008年、全作品に対して）がある。フランスではアングレーム国際漫画祭の最優秀作品賞海外アルバム部門を『ウォッチメン』（1989年）と『Vフォー・ヴェンデッタ』（1990年）に対して、批評家賞を『フロム・ヘル』（2001年）に対して授与された。そのほかスウェーデンのUrhunden賞を『ウォッチメン』で（1992年）、スペインのHaxtur賞を『ウォッチメン』（1988年、長編作品部門）と『スワンプシング』第5号（1989年、原作者部門）で受賞している。
コミック賞以外にも、1988年には『ウォッチメン』がSFのヒューゴー賞をコミックとして初めて受賞し（1988年のみ置かれた「その他の形式」部門）、同じくローカス賞にも選ばれた。『Vフォー・ヴェンデッタ』は2006年にリバタリアンSFの古典を対象とするプロメテウス賞殿堂賞を与えられた。1988年に小説 A Hypothetical Lizard が世界幻想文学大賞中編小説部門にノミネートされた。国際ホラーギルド賞はグラフィック・ストーリー／イラストレーテッド・ナラティヴ部門で受賞している（1995年『フロム・ヘル』）。ホラー文学のブラム・ストーカー賞はイラストレーテッド・ナラティヴ部門で2回受賞したほか（2000年「リーグ」、2011年『ネオノミコン』）、2015年に生涯功労賞を受けている。

## 影響

### アメリカンコミックへの影響
ジェフ・クロックはムーアの『ウォッチメン』が時代を画す傑作の一つであり、それ以降のスーパーヒーロー・コミックすべてに影響を与えたと書いている。歴史的にアメリカのコミックブック出版は子供向けのメディアであり、荒唐無稽なスーパーヒーロー物はその中心だった。1970年代にはファン出身の書き手によって大人向けのストーリーが散発的に書かれていたものの、新たな形式を生み出すには至っていなかった。1986年に発表された『ウォッチメン』は、それまでになかったレベルのリアリズムをジャンルに持ち込んだ。ヒーローの内面や社会的観点を導入したのに加え、流線・擬音・内心のふきだし・作者による語りといった伝統表現を排したリアリティのある描写を広めた。ティム・キャラハンによると、このジャンルで脱構築を行ったのはムーアが最初ではないが、そのスマートで洗練され、シリアスであると同時に痛烈に皮肉なスーパーヒーロー物語こそが後の世代にとってのひな型となった。
クロックによるとムーアらの作品はヒーローコミックにおける自意識の目覚めであり、以降10年ほどにわたって米国コミックはその模倣に陥った。しかしやがてムーアらの影響を受けた世代の作家が、過去の歴史を受け継ぎつつ自己批評性を備えた作品によって新しい時代を打ち立てていった。コミック原作者グラント・モリソンは2011年の著書で『ウォッチメン』を恐竜絶滅イベントに例え、スーパーヒーロー・コミックに過酷な選択が突きつけられた―進化するか、それとも滅亡するか―その影響はいまもこだましていると書いた。

### サブカルチャーへの影響
アンドリュー・ホベレクは『ウォッチメン』の研究書 Considering Watchmen: Poetics, Property, Politics（2014年）の中で、同作がスーパーヒーロー・ジャンルで行ったリアリズムの強調と形式の洗練は、コミックブック出版への直接的な影響を超えて現代アメリカ文化全体に広く浸透したと論じている。ホベレクはムーアに続いてスーパーヒーロー・ジャンルでシリアスな作品を残した小説家としてマイケル・シェイボン、ジュノ・ディアズ、エイミー・ベンダーを挙げている。映画評論家マイケル・スラゴウはディズニー映画『Mr.インクレディブル』（2004年）を取り上げて、子供向け作品ながらヒーローの社会的・政治的意味付けや心理の描き方に『ウォッチメン』の影響が見られると述べた。これはエアーズによれば、ムーアのアイロニックな脱構築がすでに革新的なアプローチからジャンルの規範へと変わったことを意味している。
柳下毅一郎は、『ウォッチメン』の革新性は内容よりもストーリーの語り方、非線形のストーリーテリングと多重的な意味の重ね合わせだと述べた。コミック研究者メラニー・ギブソンも、対置や重層性を用いた複雑なストーリーテリングを可能にしたことが後世への影響として重要だと書いている。ウェブメディア The A.V. Club は『ウォッチメン』の重層的な構成がギーク文化の一世代全体に影響を与えたと書き、テレビドラマ『LOST』（2004–2010年）を例に挙げた。『LOST』制作者デイモン・リンデロフは『ウォッチメン』から特徴的なフラッシュバック・フラッシュフォワードを取り入れたと語っており、同作をこれまでに作られたポピュラー・フィクションの中の最高傑作と呼んでいる。
1980年代に『ウォッチメン』でムーアの筆名が上がったころ、カメレオンズ、ポップ・ウィル・イート・イットセルフ、トランスヴィジョン・ヴァンプのような英国バンドがムーアの作品にインスパイアされた楽曲を作っている。パンクバンド、マイ・ケミカル・ロマンスのジェラルド・ウェイは音楽活動を始めるインスピレーションとなったのは音楽よりもまず『ウォッチメン』だと述べており、自身でも同作の影響を受けたコミックシリーズ The Umbrella Academy（2007年）の原作を書いてアイズナー賞を受けている。

### 社会への影響

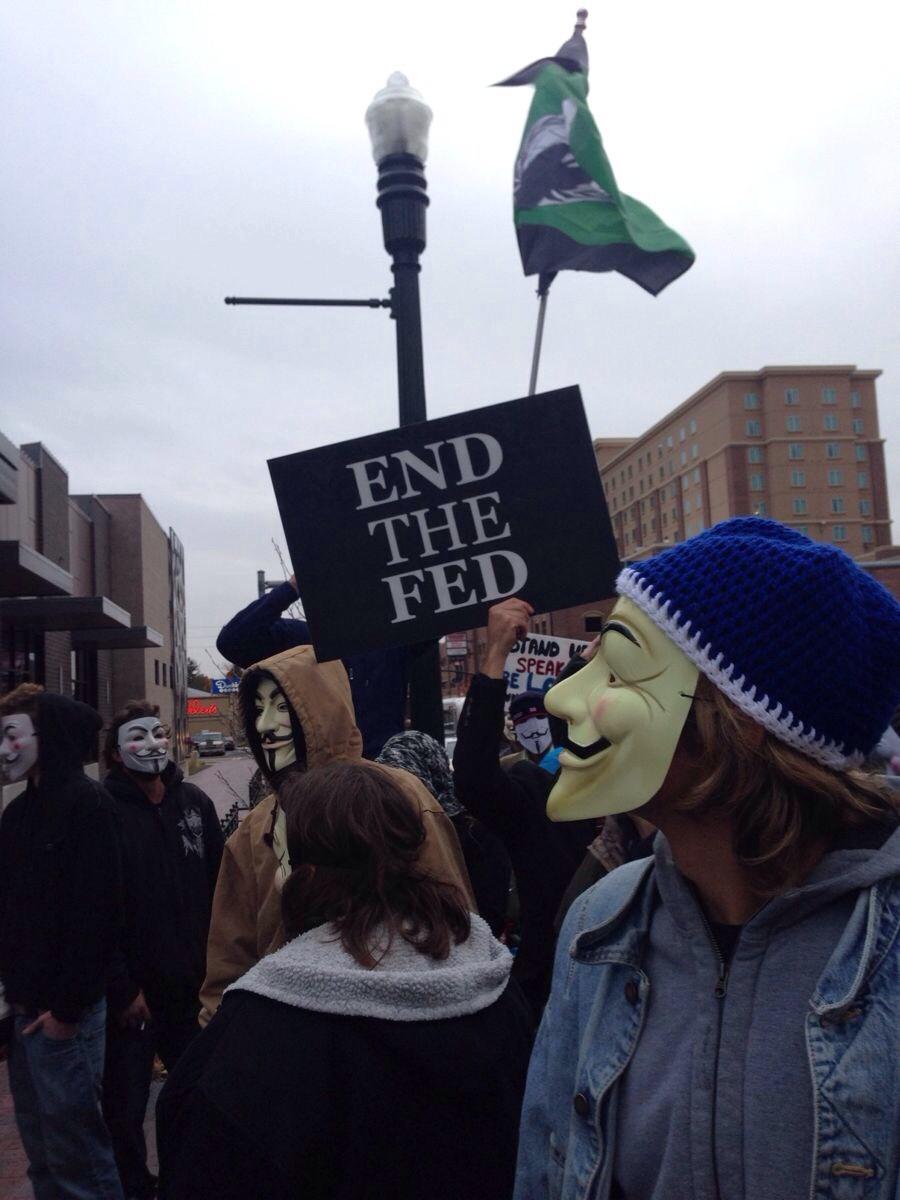
2013年の11月5日（ガイ・フォークス・デー）に行われたミリオン・マスク・マーチ。『 Vフォー・ヴェンデッタ』の主人公が着用するガイ・フォークスの仮面は現実の政治行動に取り入れられた。

全12号のコミックブックとして世に出た『ウォッチメン』は当時の米国コミックとしては珍しく単行本（グラフィックノベルと呼ばれた）として再刊された。書籍版の人気はコミックブック専門店に足を踏み入れない読者層にも届き、「もうコミックは子供の読み物ではない」という見方を広めた。米国の図書館や一般書店にコミック（グラフィックノベル）が置かれるようになったのには同作の影響がある。DC社によると、一般書店を通じた『ウォッチメン』単行本の販売数は25年間で200万部を超えた。
『ウォッチメン』や『Vフォー・ヴェンデッタ』は米国の大学教育でよく題材にされている。コミック文化の振興を目的とするコミック弁護基金が2019年に行った調査によると、米国の幼稚園から高等教育までの学校のおよそ半数でコミックの教育利用が行われており、取り上げられることが多い作品の10位に『ウォッチメン』が挙げられている。
『Vフォー・ヴェンデッタ』で主人公が着用するガイ・フォークスの仮面は、2005年の映画化を経て、現実世界において政治的反抗の象徴として広く受け入れられた。占拠運動、アノニマス、エジプト革命、反グローバリゼーションデモで使用例が見られる。占拠運動の支持者で『オキュパイ・コミックス』を発刊した映画監督マット・ピッツォーロはムーアを運動の非公式のゴッドファーザーと呼び、同世代の世界観形成に大きな影響があったと語っている。

### 日本での受容
日本では1990年代にアニメやゲーム、フィギュアを入り口にしたアメリカン・コミックのブームが起き、その流れで代表作『ウォッチメン』が刊行された。このときは大きなヒットにならなかったが、間を置いて2000年代末に映画との相乗効果によって「アメコミ第2次ブーム」が起きると同作の新版が市場をけん引することになった。同時期に人文学系の出版社みすず書房が初のコミック作品として出した『フロム・ヘル』もヒットし、こちらは文学・美術ファンを対象にバンド・デシネを翻訳出版する動きにつながった。
日本にも熱心なムーアファンがおり、ライトノベル『魔法少女禁止法』（伊藤ヒロ、2010年）やアニメ『コンクリート・レボルティオ～超人幻想～』（2015–2016年）のように、スーパーヒーローが実在する仮想歴史としての『ウォッチメン』から影響を受けた作品もある。漫画家の山口貴由はムーアに私淑していると発言している。書評家、研究者、一般紙などからはアメリカン・コミックの「鬼才」と呼ばれることがある。
『フロム・ヘル』などの翻訳者でもある柳下毅一郎は、ムーアの特徴的な格子状コマ割り（作風節参照）について、コマの大きさに強弱をつけて直感的に動きを感じさせる日本漫画の文法とは異質だと論じている。そのため要求される読み方も異なっており、日本漫画がスピーディーに読み進められるのに対し、ムーア作品は一つ一つのコマをじっくりと眺め、構図の中に圧縮された情報を読み解くことで初めて味わえるのだという。柳下はその違いが日本の読者にとって読みづらさになるとも指摘している。これを踏まえて、『フロム・ヘル』日本語版の版元みすず書房は同作を日本の漫画とはまったく異なる方向の進化形と紹介した。評論家上野昻志は書評で「コマ割りされた静止画のもたらす緊迫感」「「グラフィック・ノベル」のダイナミズムは … 流動的な動き主体の [日本産] マンガからは失われたものかもしれない」と述べた。

## 人物

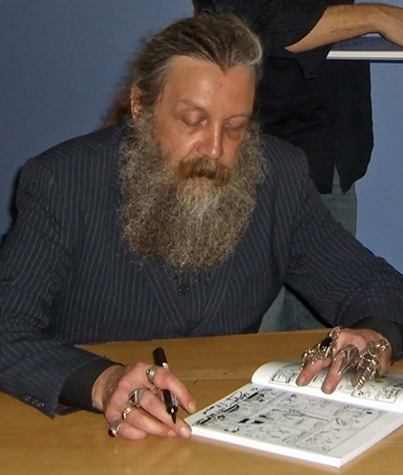
2006年、サイン中のムーア。指輪や指甲冑を着け始めたのはメリンダ・ゲビーからのプレゼントがきっかけだった。

190 cm近い長身で、若いころから髪とひげを伸び放題にしている。ドキュメンタリー番組に出演した際、自分に救世主コンプレックスがあるか自問して「この髪で、ないわけないだろう？」と言ったことがある。蛇頭の杖を携帯し、大きな指輪をいくつも着用するのが常で、[一見すると] 村の奇人変人だと書かれたことがある。その風貌や政治的・闘争的な発言から気難しい世捨て人というイメージが広まっているが、実際に会うとサービス精神豊富で気さくな人物であることも報道されている。
ファンタジー作家マイケル・ムアコックは無名時代のムーアと同席する機会があって人柄に興味を持ち、作品を追うようになったと書いている。… 妥協を知らない爛々たる眼差し … そこにいるのは本物の予見者、進んでリスクを取る男、何があろうと夢を追い続ける過激で頭が沸いた人物のようだった。後の2019年にムーアと会った作家スザンナ・クラークは、眼光の鋭さよりもいたずらっぽい表情が印象に残ると書いている。
自らミクロコズム（小宇宙）と呼ぶ生地ノーサンプトンに住み続けており、旅行することもめったにない。ムーアはノーサンプトンの歴史や文化を Voice of the Fire や Jerusalem のような心理地理学的小説で描いている。同郷の作家ジェレミー・シーブルック（ムーアの初等学校時代の教師でもある）はノーサンプトン市民についてみな偏狭で迷信深く、吝嗇で狷介、かつ頑固だが、概して誇り高く言葉に嘘がないと書いている。伝記作家ランス・パーキンによるとこれらの言葉はムーアの一般的イメージにも当てはまる。
インタビューで語ったところでは、15歳でマリファナを、16歳でLSDを使用し始めた。LSDは短期間で止めたが、キャリアを通じて執筆のためにハシシを常用している。マジックマッシュルームによるサイケデリック体験から得たアイディアを作品化することもある。パフォーマンス公演では朗読や音楽、映像やバレエのような複数のメディアが生む感覚の氾濫を通じてドラッグや宗教儀式と同じ変性意識状態を作り出すことを狙っている。コミックでも絵と言葉だけでそれを実現するのが一つの目標だという。

### 家族
1973年に結婚した最初の妻フィリスとの間にリーアとアンバーの2人の娘を儲けた。リーアは長じてコミック原作者となり、2000 AD などで活動している。その夫 John Reppion も同業であり、ムーアは娘夫婦と共同でヒーローコミック Albion（2005–2006年）の原作を書いている。ムーアとフィリスは数年にわたってデボラという女性と同居して3人でオープンな関係を結んでいたが、1990年代初頭に破局した。このときフィリスとデボラは2人で娘たちを連れて出て行った。
2007年、長年にわたって Lost Girls の共作を続けてきたカリフォルニア出身のアンダーグラウンド・コミック作家メリンダ・ゲビーと再婚した。

### 関連人物
信頼を裏切られたと感じると許さない一面があり、多くの出版社やコミック業界の友人と絶縁してきた。ムーアがマーベル・コミックスと対立して、マーベルUK時代の「キャプテン・ブリテン」の再版を拒絶したときは、同作の作画家アラン・デイヴィスと袂を分かつことになった。『ウォッチメン』の作画家デイヴ・ギボンズは、同作のスピンオフ企画が持ち上がったときにDCの意を受けてムーアを懐柔しようとしたことを理由に絶交された。『スワンプシング』の共作者スティーヴン・ビセットは、『1963』刊行中断の責めをムーアに負わせるインタビュー発言がもとで関係を絶たれた。
小説家・コミック原作者ニール・ゲイマンは駆け出しジャーナリストだったころに『スワンプシング』の影響を受け、ムーアに直接教えを乞うてコミックの道に進んだ。二人はそれ以来の友人である。
ムーアは執筆活動の他にはほとんど趣味を持たないが、小説家アリスター・フルーシュと共に散歩する習慣がある。フルーシュとは21世紀に再結成されたノーサンプトン・アーツ・ラボの成員同士でもある。

#### グラント・モリソン
コミック原作者グラント・モリソンはムーアとキャリアや関心が似通っているが、不仲なことでも知られている。モリソンは自著でムーアについて以下のような人物評を書いている。
独学で道を拓いた野心的な人物で、華々しく猛烈な才気があり、数々の巧みなトリックを使いこなすが、一番巧妙なのは自分を斬新に見せるトリックだった。まるでムーアの前にはコミックに歴史などなかったかのようだ。その機知に富んだ、歯に衣着せぬ、謙遜の利いた発言（「自分がメシアだと言いたいわけじゃないが … 」）は、コミックシーンを一新した燦然たる自信と裏腹だった。—グラント・モリソン（2011年、Supergods: Our World in the Age of the Superhero）
モリソンは1990年のコラムで、ムーアのスーパーヒーロー作品が1977年に英国で出版された Superfolks（→スーパーな人々）というユーモア小説からヒントを得ていると指摘した。ムーアは同書からの影響は特別に大きなものではないと発言しているが、盗用説は根強く残っている。
2012年には『ローリング・ストーン』誌のインタビューで「ムーアはレイプに執着しており、レイプが出てこない作品は一握りしかない」と発言した。翌年、「女性や人種的マイノリティの描写に関する批判」について反論を求められたムーアは、自らモリソンの名前を出し、作品や人格を激しく批判し、自身のストーカーだと呼び、モリソンの共作者・ファン・出版社と絶縁すると宣言した。

## 思想・信条

### 映画化
ムーアは自身のコミック作品が映画化不能だと常々語っており、公開された原作映画を公然と酷評している。メディア・フランチャイズ化が当然の前提となっている21世紀のアメリカン・コミックにおいて、このような姿勢は珍しい。
ムーアの映画化に対する考え方はハリウッドとの関わりが増すにつれてどんどん辛辣なものになっていった。初期の『フロム・ヘル』（2001年）や『リーグ・オブ・レジェンド』（2003年）はいずれも原作から大きく改変されていたが、これらについては映画を見ずにすんで関りを持たずにいられて、オプション料が入ってくる限り、誰も原作と映画を混同したりしないと思って気にしなかったと語っている。ムーアの姿勢が硬化したのは、2003年に映画製作者マーティン・ポールと脚本家ラリー・コーエンが脚本を『リーグ・オブ・レジェンド』に盗作されたとして20世紀フォックスとムーアを訴えたのがきっかけだったと考えられている。係争は裁判外の和解で決着し、潔白を証し立てる機会を失ったムーアは映画業界全体に対して怒りを募らせた。2005年に『Vフォー・ヴェンデッタ』が公開されると、ムーアが映画化に期待していたという製作者の発言を強く否定して物議を醸した。また原作の政治的コンテキストが変えられたことを批判した。
ムーアはその後、著作権を手放したコミック作品に自分の名前を載せない意向を示した。さらに映画化されても自身の名前を出さず、原作料も受け取らないと発言した。それ以降の映画『コンスタンティン』（2005年）、『ウォッチメン』（2009年、ワーナー）、『ウォッチメン』（2019年、HBOドラマ）ではこの希望が守られ、ムーアへの原作料は替わりにコミックの作画家に支払われた。2012年のインタビューにおいて、映画化に協力しなかったことで逃した金額を尋ねられたムーアは「少なくとも数百万ドル」と答え、こう続けた。
目の前で自分に値段をつけさせない、どれだけ金を積まれても一歩だって自己の原則を譲らない、たとえ実際上の意味がないとしても。そんな風に思える誇らしさは金では買えないからな。—アラン・ムーア（2012年）
これらの態度は奇矯さや自我肥大の現れと見られることもある。マーク・ヒューズは『フォーブス』誌への寄稿で、「リーグ」や Lost Girls で古典文学のキャラクターを借用しているムーアが自作の翻案については認めないのを完全な偽善と批判した。

### 政治的傾向

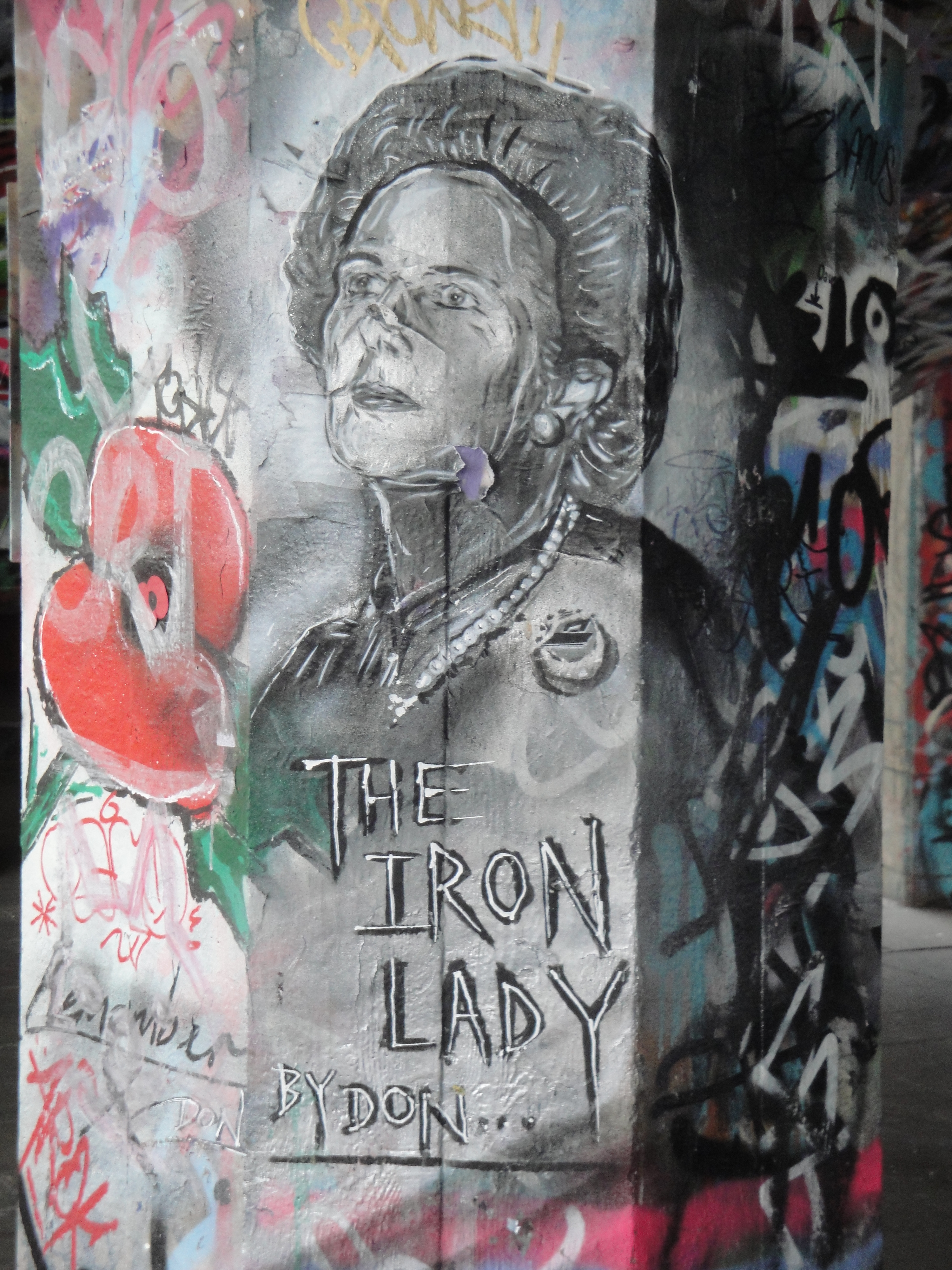
、マーガレット・サッチャー（2011年のグラフィティ）。

政治的にはアナキストを自認している。ムーアは英国労働党による福祉国家政策が確立した1950年代に生まれ育ち、若いころは自身の属する労働者階級に素朴な社会主義的理想を重ねていた。社会主義のセンチメンタルなヒューマニタリアニズムは自然に受け入れられるものだった。しかし1979年に保守党のマーガレット・サッチャーが首相の座に就き、経済自由化を推し進めて平等主義を覆すと、庶民がそれを支持したことに幻滅してアナキズムに傾いた。サッチャーに対しては非常に批判的であり、80年代の主要作品で描かれるディストピアにはいずれもサッチャー政権への風刺が読み取れる。90年代以降もサッチャリズムの遺産は新自由主義として残っているが、ムーアはそれにとどまらず、現代のマーケットで起きている芸術の商品化をサッチャー的なるものとして批判している。
1990年のインタビューで支持政党について聞かれると、アナキズムの理想は政党政治を通じて実現できるものではないが、それに向けた第一歩として、基本的な生活を保障するとともに自由競争を認める緑の党に期待すると述べた。2017年と2019年の総選挙では、左派社会主義者のジェレミー・コービンが党首を務めていることを理由に労働党への支持を表明した。
ムーアはアナキスト作家を扱ったマーガレット・キルジョイの著書 Mythmakers and Lawbreakers（→神話作りと法律破り）（2009年）でアナキスト哲学を語っている。ムーアにとっては無政府状態こそが自然であり、体制秩序や指導者のような概念は不当なものだった。
あらゆる政体は無政府という基本状態の一種か、その派生だ。もちろんほとんどの人は、アナキズムを話題に出すと、最大のギャングが牛耳るようになるだけだからダメだ、と返してくるだろう。だが私に言わせればそれこそが現代社会そのものだ。我々が生きているのは発展の仕方を間違えた無政府状態であり、最大のギャングが政権を握って、これはアナキズムではなく資本主義だとか共産主義だとか言い張っているのだ。しかし私は、人間がその手で営む政治形態としては無政府状態がもっとも自然だと考えている。—アラン・ムーア（2009年、 Mythmakers and Lawbreakers）
ムーアはアナキズムの基礎に「完全な自己責任と、自主独立の尊重」を置いている。80年代にメインストリーム・コミック出版社が年齢レイティング制と制作者へのガイドラインを導入しようとしたときには、あらゆる形式の表現規制に反対する立場をとった。評論誌『コミックス・ジャーナル』のインタビューでは、子供がハードコア・ポルノに触れることにさえ、法的規制という対処法をとるべきではないと語った。ムーアは性差別表現や『G.I.ジョー』のような戦争賛美的な作品は個人的なモラルに反すると言っている。しかしそれらを規制したり、ゾーニング・包装・レイティング表示などの手段で子供の手から遠ざけるのではなく、自身の信条を伝える優れた表現によってマーケットから淘汰するのが理想なのだという。

### 魔術と芸術論
[『ウォッチメン』と『フロム・ヘル』を書いた後で] 理詰めの創作については理解の限界に達した気がした。その先に進むためには理性を超える一歩が必要に思えた。次の一歩の足場となってくれる唯一の領域が魔術だった。…『ウォッチメン』を何度も繰り返せないことは分かっていたし、それと同じくらい、『フロム・ヘル』をいくらでも繰り返せることも分かっていた。—アラン・ムーア（2003年）
1993年、40歳の誕生日に魔術師になると宣言した。独学で魔術を学び始めるきっかけとなったのはフリーメイソンや神秘学のシンボリズムを大きく扱った『フロム・ヘル』だった。魔術が言語芸術の延長線上にあることを見出すにつれて、創作についての疑問への答がそこにあると考えるようになった。ムーアによると魔術と芸術はいずれも象徴を用いて他者の意識を変える行為であり、個人を変えることによって世界を変革することができる。実際、魔術は人類の歴史の中で絵画や文学と同じ役割を果たしてきたのだという。
ムーアは魔術を軸にして言語、芸術、集合的想像力についての考え方を再構成し、キャリア後半の執筆活動を支える思考の枠組みとした。ランス・パーキンはその思考体系が心理地理学、蛇神信仰、「イデア空間（→Idea Space）」の三要素にまとめられると述べている。
ムーアがいう心理地理学は、土地の歴史と景観を深く掘り下げ、魔術の象徴体系を用いて一見無関係な出来事の間につながりを見出していくことで豊かな意味のネットワークを引き出してくる方法である。主人公がロンドンの史跡を巡る中で男性性と女性性の神話的闘争が立ち上ってくる『フロム・ヘル』はその典型である。

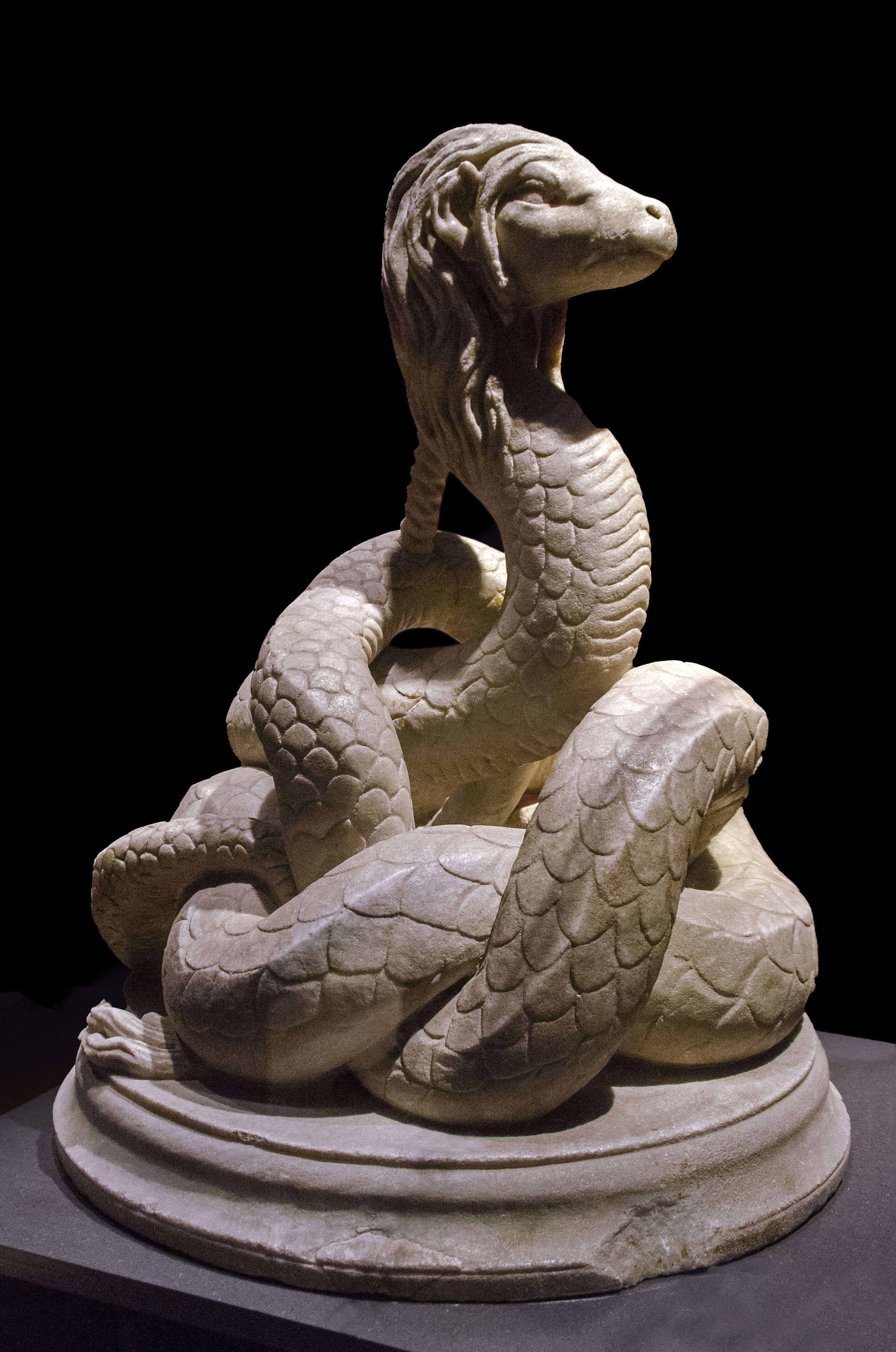
2世紀に作られた蛇神グリュコンの像。

「蛇神」はローマ時代の神グリュコンを指す。ムーアは1994年以来この神を崇めていると公言している。グリュコンはアボヌテイコスのアレクサンドロスとして知られる預言者が創始した教団の信仰対象だが、同時代のルキアノスによると人形の頭を被せた大蛇に過ぎなかった。ムーアもグリュコンが完全な作り事だということは認めている。ペイガン研究者イーサン・ドイル＝ホワイトはムーアが主張するように想像力は現実そのものと同じくらいリアルなのだから、グリュコンがおそらく巨大なペテンだったという事実そのものが、ムーアにとってはその恐るべき神への信仰に身を捧げるのに十分な理由だったと説明している。ムーアは国家宗教と比較して魔術を「スピリチュアルにおけるアナキズム」としており、グリュコンの信仰は他人と共有できるものではないと語っている。
「イデア空間」は人間の意識活動を空間のメタファーで表したもので、意識研究でいうクオリア空間と近い。後年の作品にはイデア空間が「フィクションの登場人物や概念が住む、現実と相互作用する異空間」という形で繰り返し扱われている。芸術家によって共有される集合意識空間という考えはムーアの間テクスト的な作風と深く結びついている。ジャクソン・エアーズはこれらを理想化されたパブリック・ドメインと呼び、著作権の過剰適用や企業によるオーサーシップから芸術活動を守るための寓話として論じた。